# التشكيك في أصالة شكسبير

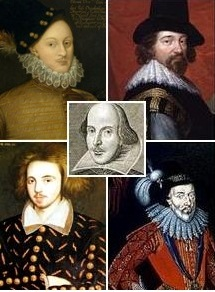
اعتزم كل من اوكسفورد وبيكون وديربى ومارلو (من اليسار إلى اليمين وشكسبير في المنتصف) كونه الكاتب الأصلى.

التشكيك في أصالة شكسبير هو جدال في أنه قد يكون هناك شخص آخر عن ويليام شكسبير من مدينة استراتفورد على نهر ايفون في انجلترا هو كاتب الأعمال المنسوبة إليه. يقول المؤيدون لهذه النظرية أن شكسبير كان مجرد واجهة لإخفاء الكاتب أو الكتاب الأصليون الذي لسبب أو أخر لم يتقبل سواء برضاه أم لا مفخرة العامة. وعلى الرغم من جذب هذه الفكرة للرأى العام ، فلقد اعتبرها كل دارسى شكسبير ومؤرخين الأدب عدا مجموعة قليلة مجرد اعتقاد خاطئ ولقد تجاهلتها الأغلبية وأحياناً استخدمت للحط من قدر هذه الإدعاءات 
شكك في أصالة شكسبير أولاً في منتصف القرن التاسع عشر،  عندما انتشرت ظاهرة تملق شكسبير بكونه أعظم كاتب في التاريخ. بدت سيرة شكسبير الذاتية وخاصاً أصوله المتواضعة وحياته المغمورة متعارضة مع سموه الشعرى وسمعته كنابغة، مما أدى للتشكيك في كونه كاتب الأعمال المنسبة ْإليه. ونتج عن هذا الجدال جذع كبير من الأدب، وقدم أكثر من 80 مرشح لكونهم أصحاب الأعمال، منهم فرانسيس بيكون والايرل السادس لديربى وكريستوفر مارلو والايرل السابع عشر لاوكسفورد.
يجادل مناصروا المرشحين الأخرين كل على حدى أن مرشحهم هو المؤلف الأجدر بالتصديق وأن شكسبير كان ينقصه التعليم والإحساس الأرستقراطى أو ألفة البلاط الملكى التي كما قالوا كثرت في الأعمال. أكد دارسى شكسبير رداً على هذه الادعاءات أن تفسير الأدب من حيث السيرة الذاتية لا يمكن الأعتماد عليه لتأكيد أصالة الأعمال، وأن التقارب في الأدلة الوثائقية المستخدمة لإثبات أصالة شكسبير هو نفسه المستخدم لإثبات أصالة أي أعمال أخرى في عهده. لا يوجد أي أدلة قاطعة مثل هذا لأى من المرشخين الأخرين، ولم يتم التشكيك في أصالة شكسبير في عهده أو لقرون بعد رحيله.
وبرغم إجماع الدارسون، شكك عدد قليل  ولكن ذو أهمية عالية من المؤيدين والذي يتضمنهم شخصيات عامة بارزة،  في العزو التقليدى. فهم يسعون للاعتراف بالتشكيك في أصالة شكسبير كفرع شرعى للتحقيق الثقافى ولقبول واحد أو أكثر من المرشحين الأخرين لأصالة الأعمال.

## نظرة عامة
تتشارك الجدالات المقدمة من المُشككين في أصالة أعمال شكسبير بمميزات عديدة. فهى تسعى لاستقصاء شكسبير كصاحب الأعمال وتقديم براهين داعمة لمرشح بديل. وكثيراً ما يفترض هؤلاء المششكون نوعاً من المؤامرة لحماية هوية صاحب الأعمال الحقيقى،  والتي كما يقولوا تبرر عدم وجود أي دليل وثائقى لمرشحهم وبسببها أيضاً يدعم التسجيل التاريخى أصالة شكسبير.
يقول أغلب المُشككين أن أعمال شكسبير تعرض معرفة واسعة ودراية حميمة بالبلاط الإليزابيثي والجاكوبى وسياسات لا يقدر على كتابتها إلا نبيل ذو تعليم عالى أو شخص من داخل القصر نفسه. بجانب المراجع الأدبية والتعقيبات النقدية والملاحظات التمثيلية، تتكون المعلومات المتوفرة بخصوص حياة شكسبير من تفاصيل دنيوية كدلائل حيوية لتعميده وزواجه ووفاته وسجلات ضريبية ودعوات قضائية لتغطية الديون ومعاملات عقارية. وبالإضافة إلى هذا، لا توجد أي وثائق لتصدق على تعليمه ولا أي خطابات شخصية أو مخطوطات أدبية كتبها شكسبير. وعلى الرغم من قلة معدل بقاء الوثائق من هذه الفترة التاريخية، فإن هذه الفجوات في السجلات تقترح للمشككين شخص آخر يختلف تماماً عن الكاتب المسرحى والشاعر. وجد بعض الشخصيات العامة البارزة مثل والت ويتمان ومارك توين وهيلين كيلر وهنري جيمس وسيغموند فرويد وتشارلي تشابلن وأورسن ويلز الجدالات ضد شكسبير مقنعة ويعتبر دعمهم عنصر هام في الكثير من من الجدالات المشككة في أصالة شكسبير.
يركز في منتصف الجدال على طبيعة الأدلة المقبولة المستخدمة لإنساب الأعمال إلى أصحابها. يعتمد المششكون على ما يصنفونه دليل غير قاطع وهو تشابه الشخصيات والأحداث في الأعمال مع ترجمة حياة مرشحهم المفضل والتواز الأدبى مع أعمال مرشحهم المعروفة والتلميحات المخفية في أعمال شكسبير المكتوبة من قبل معاصرين. وعلى النقيض، يعتمد بصفة عامة دارسو شكسبير والمؤرخون الأدبيون على أدلة وثائقية مباشرة في شكل صفحات عناوين منسوبة وسجلات حكومية وشهادات معاصرة من شعراء ومؤرخين وهؤلاء الكتاب والممثلون الذين عملوا مع شكسبير وأيضاً دراسات حديثة متعلقة بإنساب الأعمال المجهولة أو صاحبة الجدل لأصحابها. يقول الدارسون أن كل هذه الأدلة تجتمع للتأكيد على أصالة شكسبير. تعتبر هذه المعايير مماثلة لتلك المستخدمة لإنساب الأعمال لكتاب آخرين وهي مقبولة كأسس منهجية لإنساب الأعمال بصفة عامة.

## القضية ضد أصالة شكسبير
يعرف القليل فقط عن حياة شكسبير الشخصية ويتخذ بعض من المشككون هذا الأمر كدليل غير قاطع ضد أصالته. بالإضافة إلى هذا، اُعتبر النقص في المعلومات الخاصة بسيرته دليل على محاولة منظمة من موظفون بالحكومة لمحو كل آثار شكسبير من السجل التاريخى ولإخفاء هوية صاحب الأعمال الحقيقى فمثلاً تم اعتبار النقص في سجلات الحضور لمدرسة استراتفورد للنحو كإيحاء بتدميرها لمحاولة إخفاء الدليل على عدم حضور شكسبير.

### خلفية شكسبير

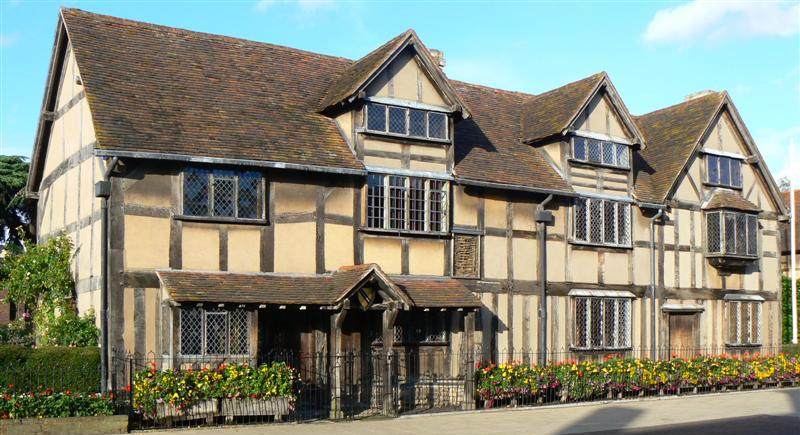
منزل جون شكسبير باستراتفورد وهو محل ميلاد شكسبير.

وُلد وترعرع ودفن شكسبير في مدينة استراتفوررد على نهر ايفون، حيث أعال أسرة طوال مدة عمله بلندن. تعتبر استراتفورد مدينة تجارية يسكنها قرابة 1500 شخص ومساحتها 160 كم وتقع في شمال غرب لندن وكانت مركز للجزارة والتجارة وتوزيع الأغنام. كثيراً ما يصور المششكون المدينة كراكدة ثقافية تنقصها البيئة اللازمة لرعاية أي عبقرى ويصفوا شكسبير بالجاهل والأمى.
كان والد شكسبير، جون شكسبير، صانع للقفافيز وموظف بالمدينة. لقد تزوج ماري أردن، من عائلة الأردن بووريكشير التي تعتبر من الطبقة الأرستقراطية المحلية. وَقع جون ومارى اسمهم بالختم ولم تتبقى أي امثلة أخرى لكتابتهم. كثيراً ما يؤخذ هذا كدليل على تربية شكسبير بمنزل أمى. لا يوجد أيضاً أي دليل على تعليم بنات شكسبير الأثنين إلا توقيعين لسوزانا ولكن يبدوا أنه تم رسمهم وليس كتابتهم بيد مُتمرسة. أما عن ابنته الأخرى جودث فقد وقعت وثيقة قانونية بالختم.
يعتبر المشككون خلفية شكسبير غير متوافقة مع صاحب أعمال شكسبير التي تتميز بعرفة سياسة وثقافة القصر والبلاد الأجنبية والرياضات الأرستقراطية كالصيد وتربية الصقور والبولينج العشى. يجد البعض أن الأعمال تتعاطف قليلاً مع النماذج الصاعدة كجون شكسبير وإبنه وأن الكاتب يصور العامة بشكل هزلى ليسخر منهم. يقال أن العامة في الجماعات دائماً ما تصور كحشود خطرة.

### التعليم والثقافة
كثيراً ما يعتبر غياب الأدلة الوثائقية على تعليم شكسبير جزء من مناقشات المششكين. كانت مدرسة الملك الجديدة المجانية باستراتفورد المنشأة عام 1553 تقع على بعد 8. كم من منزل صبا شكسبير. اختلف جودة مدارس النحو في العصر الإليزابيثى ولكن تشابهت المناهج إلى حد كبير، فوحد النص اللاتينى الأساسى بمرسوم ملكى ووفرت المدرسة تعليم مكثف للنحو اللاتينى والكلاسيكيات والبلاغة بدون مقابل. كان المدير، توماس جينكنس، والمعلمين خريجين جامعة أوكسفورد. لم تنج أي قوائم للطلاب من هذا الوقت ولهذا لا توجد أي وثائق لحضور شكسبير أو أي من التلاميذ الأخرين ولم يسجل أي شخص سواء كان معلم أو تلميذ أنه كان معلمه أو زميله بالصف. يؤخذ هذا النقص في الوثائق من قبل المشككين كدليل على أن شكسبير تلقى تعليم قليل أو لم يتعلم نهائياً.
يتسائل أيضاً المشككون على كيفية استطاعة شكسبير، بدون أي أدلة على التعليم أو الخلفية الثقافية الظاهرة في الأعمال التي تحمل اسمه، الحصول على كم مفردات اللغة الموجود في المسرحيات والقصائد الشعرية. حُسبت مفردات الكاتب لتكون بين 17500 و29000 كلمة. لم تنج أي خطابات أو مخطوطات موقعة مكتوبة بيد شكسبير. كتبت توقيعات شكسبير ال6 الموثقة بأسلوب اختفى عام 1700 واستخدم حروف لأختصار اسمه في 3 منهم. فُسر مظهر توقيعات شكسبير المتبقية، والتي وصفت بالخربشة الجاهلة، كدليل على كونه جاهل أو بالكاد متعلم.

### الاسم كاسم مستعار

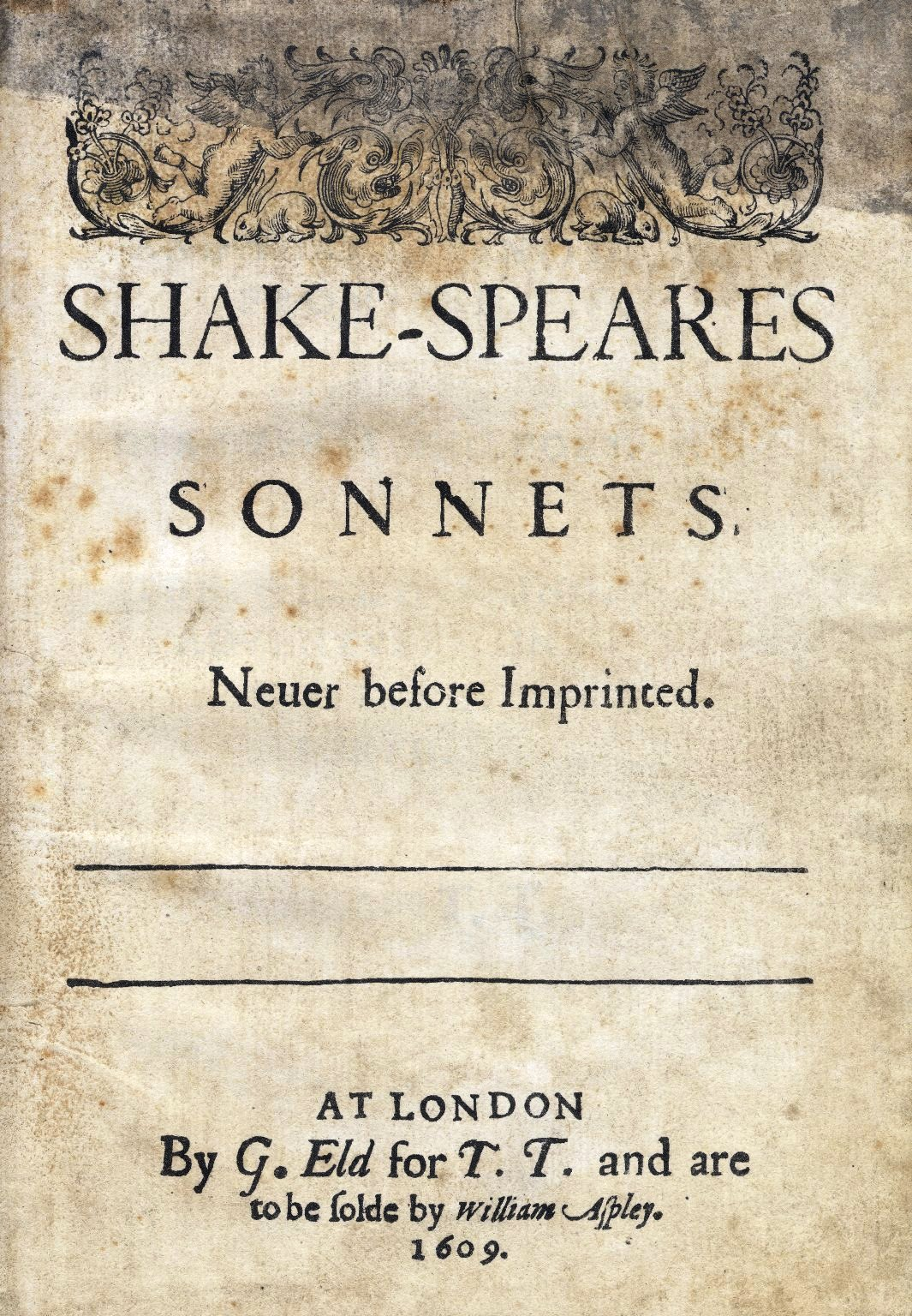
وصل اسم شكسبير بواصلة على غلاف طبعة الربع عام 1609 للقصائد المكونة من 14 بيت.

لم يتهجَ ويليام شكسبير اسمه في التوقيعات المتبقية كما يظهر على معظم الأغلفة. تضارب تهجى لقبه في الوثائق الأدبية والغير أدبية ولوحظ الاختلاف على الأكثر في الأعمال المكتوبة باليد. يؤخذ هذا كدليل على أنه لم يكن نفس الشخص الذي كتب الأعمال وأن الاسم استخدم كإسم مستعار للمؤلف الحقيقى.
وصل اسم شكسبير بواصلة مثل «شك-سبير» أو «شاك-سبير» على أغلفة 15 من أصل 48 طبعة رباعية فردية من مسرحياته (نشرت 16 بدون اسم للكاتب) وفي 2 من ال 5 طبعات الشعرية، المنشورة قبل ال«فرست فوليو». يوجد من أصل ال 15 غلاف باسم شكسبير موصول بواصلة 13 على أغلفة 3 مسرحيات فقط وهي: ريتشارد الثانى وريتشارد الثالث وهنرى الرابع، الجزء الأول بطبعاتهم المتعددة). توجد الواصلة أيضاً في إحدى لوائح طاقم العمل وفي 6 تلميحات أدبية نشرت بين 1594 و1623. فُسر استخدام الواصلة من قبل معظم المشككين بدلالتها على اسم مستعار، الذين يجادلوا أن الأسماء الدلالية الخيالية (مثل ماستر شو-تاى وسير لاكليس وو-أول) كثيراً ما كانت موصولة بالمسرحيات والأسماء المستعارة مثل «توم تيل-تروث» كانت أيضاً أحياناً موصولة.
تتنوع الأسباب المقترحة لاستخدام «شكسبير» كاسم مستعار وعادة تكون معتمدة على مكانة المرشح البديل الاجتماعية. استخدم الارستقراطيون مثل اوكسفورد وديربى افتراضاً أسماء مستعارة بسبب وصمة الطبع السائدة والتي تعتبر ميثاق اجتماعى يحرم أعمالهم الأدبية على جمهور القصر والجمهور الخاص مع المخاطرة بالخزى الاجتماعى لو انتُهك. أما بخصوص العامة فكان السبب هو تجنب مقاضاة السلطات فكان بيكون يتجنب عواقب تأييد نظام جمهورى للحكم، ومارلو بالسجن أو أسوأ وخاصة بعد تزيف موته وهروبه من المدينة.

### نقص الأدلة الوثائقية
يقول المشككون أنه لا يوجد أي شيء في السجل الوثائقى يتعرف بوضوح على شكسبير ككاتب؛ بل يدعمه الدليل كرجل أعمال ومستثمر عقارى وأي شهرة قد حصل عليها في وسط لندن المسرحى (بجانب كونه واجهة للكاتب الحقيقى) كانت بسبب إعارته للمال وتجارته في الأملاك المسرحية وتمثيله وكونه مساهم. يعتقدوا أيضًا بتزيف أي دليل على مهنة أدبية كجزء من محاولة إخفاء هوية الكاتب الحقيقي.
ترفض كل نظريات الأصالة البديلة معاني العصر الإليزابيثى والجاكوبى السطحية التي تشير لشكسبير بالكاتب المسرحى وتبحث بدلاً عن الشفرات والكلمات الغامضة. فهم يماثلونه بشخصيات مثل اللص الأدبى من قصيدة بن جونسون «بويت ايب» وعاشق الشعر الأحمق من المسرحية الجامعية «الرجوع من بارناسوس» من عام 1601. تُؤخذ هذه الشخصيات كتلميحات واضحة دالة على علم وسط لندن المسرحى بكون شكسبير واجهة لكاتب غير معلوم. على نحو مشابه، فُسرت إطراءات الكاتب «شكسبير»، مثل الموجودة في «فرست فوليو»، كإشارة لاسم الكاتب الحقيقى المستعار وليس الشخص من استراتفورد.

### ظروف وفاة شكسبير
توفى شكسبير في 23 أبريل 1616 باستراتفورد تاركًا وصية مُوقعة لتنظيم بيع تَركته الكبيرة. كانت لغة الوصية دنيوية وليس شعرية ولم تذكر أي أوراق شخصية أو كتب أو قصائد أو الـ18 مسرحية التي لم تنشر بوقت وفاته. أضيفت أشارتها المسرحية الوحيدة، وهي هداية مادية لزملائه الممثلين لشراء خاتم يتذكرونه به، بعد كتابة الوصية مما أثار الشك في أصالة هذا الأمر.

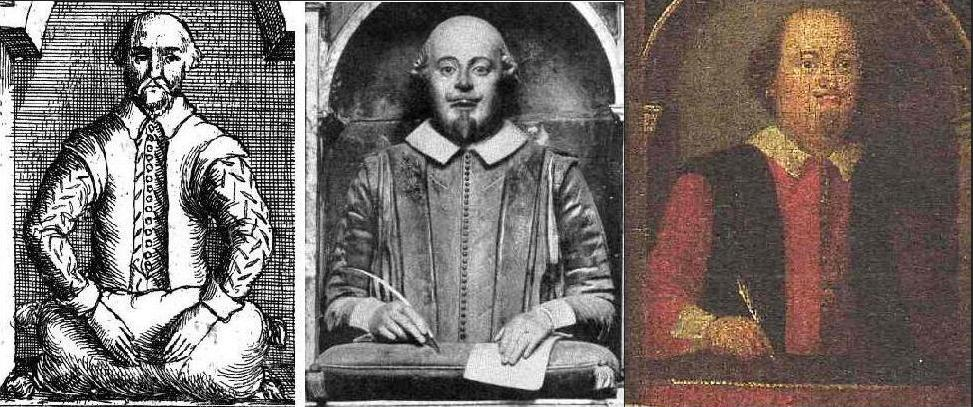
صورة تمثال شكسبير باستراتفورد كما صور في 1656 وكما يظهر اليوم وكما صور في 1748 قبل قبل الترميم.

لم يسجل أي حداد عام على شكسبير ولم ينشر أي رثاء أو قصائد تذكر موته إلا بعد 7 أعوام كجزء من تصميم غلاف «فرست فوليو» من مسرحياته.
يعتقد الاكسفورديون أن عبارة «شاعرنا الخالد» (لقب عادة ما يرثى شاعر متوفى بكونه حصل على شهرة أدبية خالدة) الموجودة بالإهداء لقصائد شكسبير المكونة من 14 بيت المنشورة عام 1609 إشارة إلى موت الشاعر الحقيقى في هذا العام. توفى اوكسفورد في 1604، 5 سنوات قبل التاريخ المقصود.
يتكون تمثال شكسبير بعد وفاته باستراتفورد من نصفه الأعلى حامل قلم ولوح معدنى ملحق يثنى قدراته ككاتب. تختلف إلى حد كبير أول صورة مطبوعة للتمثال في كتاب آثار ورويكشير لسير ويليام دجديل عن مظهرها الحالى. يجادل بعض الباحثون في الأصالة أن أصل التمثال كان شخص بيده كيس من الحبوب أو الصوف وغير مؤخرًا للمساعدة في إخفاء هوية الكاتب الحقيقى. نشر في 1924 م.هـ سبيلمان في محاولة لإحباط هذا الإدعاء صورة زيتية للتمثال رسمت قبل ترميم 1748 والتي كانت مماثلة إلى حد كبير لصورة التمثال الحالية. فشل نشر الصورة في تحقيق الهدف المطلوب واقترح في 2005 الاوكسفوردى ريتشارد كينيدى أن التمثال بنى في الأصل في شرف جون شكسبير والد ويليام، والذي بالوراثة كان تاجر صوف كبير.

## القضية مع أصالة شكسبير
يُصَدق تقريبًا كل دارسي شكسبير أن الكاتب المشار إليه ب «شكسبير» هو نفس ويليام شكسبير المولود في استراتفوررد على نهر ايفون عام 1564 وتوفى هناك 1616. لقد أصبح ممثل وحامل أسهم في شركة الممثلين الملقبة برجال اللورد شامبرلين ولاحقًا لقبت برجال الملك والتي كانت تمتلك المسرح الكروى ومسرح بلاك فرايرز وحقوق حصرية لانتاج مسرحيات شكسبير من 1594 إلى 1642. سُمح لشكسبير أيضًا باستخدام اللقب التمجيدى «النبيل» بعد 1596 عندما مٌنح والده شعار النبالة.
لا يرى دارسو شكسبير للاشتباه في أن الاسم كان اسم مستعارًا أو الممثل كان واجهة لصاحب الأعمال: تتعرف السجلات المعاصرة على شكسبير بكونه الكاتب، أتى كتاب مسرحيين أخرين مثل بين جونسون وكريستوفر مارلو من خلفيات مشابهة، ولا يعرف أي معاصر لشكه في أصالة شكسبير. على الرغم من غموض بعض جوانب حياة شكسبير كانت هذه الحقيقة لكتاب مسرحيين أخرين في هذا الوقت. لا يعرف تقريبًا أي شيء عن بعض الكتاب والبعض الأخر مثل جونسون ومارلو وجون مارستون وثقت حياتهم كاملة بسبب تعليمهم وعلاقتهم القريبة مع القصر أو مناوشاتهم مع القانون.
يستخدم دارسو الأدب نفس الطرق لإنساب الأعمال للكاتب المسرحى والشاعر ويليام شكسبير التي يستخدمونها للكتاب الأخرين في هذا الوقت: السجل التاريخى ودراسات الخط]]، ويقولون أن الجدال على عدم وجود دليل على أصالة شكسبير عبارة عن منطق وهمى يعرف بالجدال من الصمت لاعتبارها أن غياب الأدلة يعنى أدلة على الغياب. فهم ينتقدوا الطرق المُستخدمة للتعرف على مرشحين بديلة بكونها غير مثقفة ولا يعتمد عليها بقولهم أن ذاتيتهم فسرت لما 80 مرشح تم التعرف عليهم كصاحب الأعمال الحقيقى. يعتبروا أيضًا فكرة تعريف شكسبير نفسه بطريقة السيرة الذاتية في أعماله كمفارقة ثقافية: فهذا التعريف كان شائع للكتاب منذ القرن الـ19 ولكن ليس خلال العصر الإليزابيثى والجاكوبى. لاحظ النقاد بإستمرار خلال القرن الـ19 بداية على الأقل بـوليم هازلت وجون كيتس أن جوهر عبقرية شكسبير كان في قدرته على جعل شخصياته تتكلم وتمثل طبقًا لطبيعتهم الدرامية مما جعل وصف هوية شكسبير كصاحب الأعمال من أعماله أمرًا أكثر تعقيدًا.

### الأدلة التاريخية

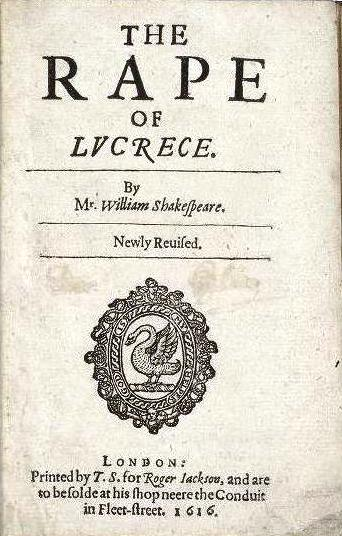
اختصار لقب شكسبير التشريفى "السيد" على غلاف قصيدة اغتصاب لوكريس (1616).

يعتبر السجل التاريخى غير قابل للشك لتعين أصالة أعمال شكسبير لويليام شكسبير. لقد قيل اسمه ككاتب معروف على الأقل 23 مرة خلال فترة حياته بجانب وجوده على أغلفة القصائد والمسرحيات. يؤيد العديد من المعاصرين تطابق هوية الكاتب المسرحى مع الممثل، وتصدق الأدلة الوثائقية المعاصرة الصريحة على أن الممثل كان مواطن استراتفورد.
لقب فرانسيس ميريس في 1598 شكسبير بالشاعر والكاتب المسرحى في "بلاديس تاميا" وأشار إليه بكونه واحد من المؤلفين الذين أثروا اللسان الإنجليزى". لقد ذكر 12 مسرحية كتبها شكسبير منهم 4 لم يتم نشرهم في الرباعية: "السيدان الفيرونيان" و"كوميديا الأخطاء" و"فوز عمل الحب" و"الملك جون" بجانب انسابه لشكسبير بعض المسرحيات التي تم نشرها بدون كاتب قبل 1598 مثل "تيتوس أندرونيكوس" و"روميو وجولييت" و"هنرى الرابع، الجزء الأول". يشير أيضًا إلى قصائد شكسبير المكونة من 14 بيت فيما بين أصدقائه الخاصة 11 سنة قبل نشرها.

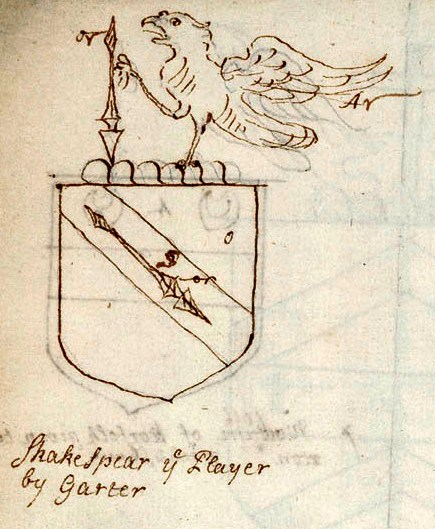
منح والد شكسبير شعار النبالة في 1596، والذي كان محل نزاع من قبل رالف برووك في 1602 والذي لقب شكسبير باللاعب (الممثل) في شكواه.

أُهل شكسبير لاستخدام لقب «السيد» المشرف في بنية العصر الإليزابيثى الاجتماعية الصلبة بعد منح والده شعار النبالة في 1596. أشار إلى استخدام هذا اللقب المشرف وضع كلمة «السيد» أو اختصاراتها قبل الاسم. تضمن هذا اللقب في إشارات معاصرة متعددة لشكسبير ومنها سجلات رسمية وأدبية وتتعرف على ويليام شكسبير من استراتفورد بأنه صاحب الأعمال. تتضمن الأمثلة من حياة شكسبير تدوينين رسميين في السجل المدنى واحدة بتاريخ 23 أغسطس 1600 والأخرى 26 نوفمبر 1607 والذي ظهرت على غلاف «الملك لير» طبعة 1608 مثل «السيد ويليام شكسبير: تاريخه الحقيقى عن حياة وموت الملك لير وبناته ال 3».
يشار خصيصًا إلى مكانة شكسبير الاجتماعية من قبل المعاصرين في الحكمة رقم 159 في «حماقة رفض الماء بعد تنظيفه» (1611) لجون ديفيز من هيريفورد: «لترنتيوسنا الإنجليزى، السيد ويل. شكسبير»; وفي الحكمة رقم 92 في «ران وطائفة عظيمة» (1614) لتوماس فريمان: «للسيد وشكسبير»; وفي لائحة الشعراء الممتازون الحديثون الحاليون في «السجلات» لجون استو والتي طبعت بعد موته من قبل ادمون هاوز (1615) والتي تقول: «السيد ويلى. شكسبير النبيل».
قال بين جونسون علنًا بعد وفاة شكسبير أن النبيل ويليام شكسبير هو الكاتب المقصود في عنوان رثائه «في ذكرى محبوبى الكاتب، السيد ويليام شكسبير وما تركه لنا»، نشرت في الـ «فرست فوليو» (1623). وقال أيضًا شعراء أخرون نفس الشيء عن شكسبير والتي نشرت رثاءاتهم في الـ «فرست فوليو» أيضاً: «على سطور وحياة الشاعر التصويرى الشهير، السيد ويليام شكسبير» لهيو هولاند و«لذكرى الكاتب الراحل، السيد و.شكسبير» لليونارد ديجيس.

### التقدير القانونى المعاصر
تؤيد كلاً من الشهادات الصريحة من المعاصرين والأدلة القوية للعلاقات الشخصية لمن تعامل معه كممثل وكاتب مسرحى أصالة شكسبير. 

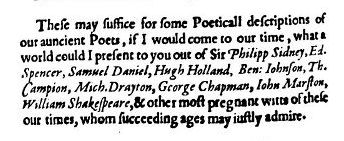
دافع ويليام كامدين عن شكسبير بشراسة في نفس الوقت الذي قال أنه واحد من أعظم الشعراء في وقته.

 عمل المؤرخ ودارس الأثريات السيد جورج بوك كنائب مدير المناسبات من 1603 وكمدير لها من 1610 إلى 1622. اشتملت واجباته على الإشراف ومراقبة المسرحيات للمسارح العامة وترتيب أدائها في القصر وبعد 1606 ترخيص المسرحيات لنشرها. ذكر بوك على غلاف المسرحية مجهولة الكاتب «جورج جرين، مثبت ويكفيلد» (1599) أنه استشار شكسبير عن صاحبها. كان بوك دقيق في مجهوداته لإنساب الكتب والمسرحيات للمؤلف الصحيح، وفي 1607 رخص شخصياً «الملك لير» للنشر كما كتبها «السيد ويليام شكسبير».
اتهم رالف بروك سفير يورك في 1602 السيد ويليام ديثيك الأعلى منه رتبة في النبالة برفع 23 شخص غير مستحق للنبالة. كان والد شكسبير واحداً منهم وقد تقدم لها 34 سنة من قبل ولكن اضطر لانتظار نجاح ابنه قبل أن تمنح له في 1596. تضمن بروك رسم تخطيطى لشعارات نبالة شكسبير بعنوان «شكسبير أيها اللاعب برباط الجوارب». دافع ديثيك وملك النبالة وهو أكثر دارسى الأثريات في هذا الوقت عن الممنوحات والتي منها ما يخص جون شكسبير. سمى كامدين شكسبير في «البقايا المتعلقة ببريطانيا» المنشورة 1605 ولكن أكملت منذ عامين وقبل موت ايرل اوكسفورد في 1604 كواحد من أكثر الأشخاص التي تحمل ذكاء في هذا الوقت وسوف تعجب بها الأجيال القادمة بعدل.

### تقدير الزملاء الممثلون والكتاب المسرحيون والمؤلفون

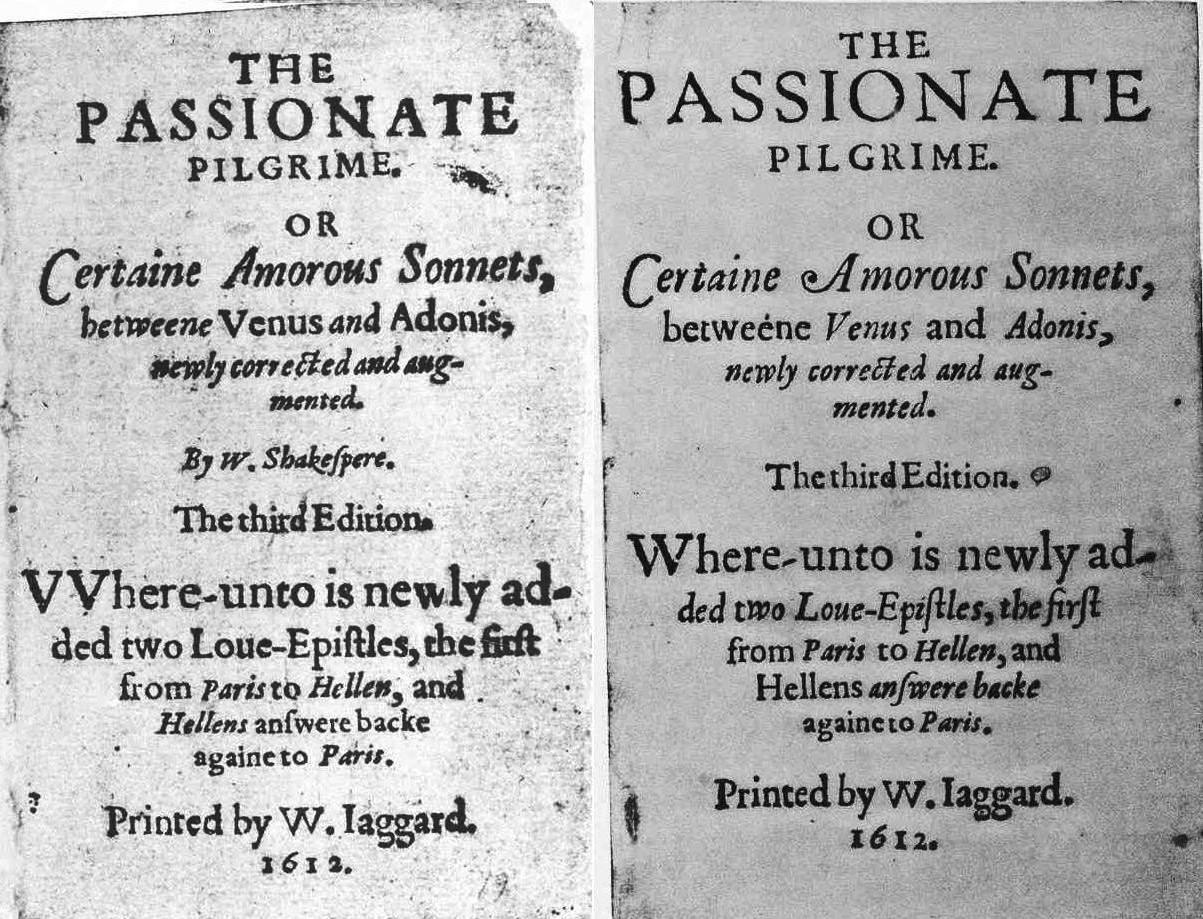
شكلان غلاف "الحاج مشبوب العاطفة" (الطبعة الثالثة، 1612)

عرف الممثلان جون هيمنجس وهنرى كونديل شكسبير وعمله معه لأكثر من 20 عامًا. لقد كتبوا في "فرست فوليو عام 1623" انهم نشروا الفوليو لتخليد ذكرى صديقهم شكسبير. عرف الكاتب المسرحى والشاعر بن جونسون منذ 1598 على الأقل عندما مثل رجال اللورد شامبيرلين مسرحية جونسون "كل شخص في مزاحه" على مسرح الستارة وكان شكسبير واحد من طاقم العمل. سجل الشاعر الاستكتلندى ويليام درموند تعليقات جونسون التنافسية غالباً عن معاصرينه: انتقد جونسون شكسبير لفقدانه الفن ولإعطاءه عن طريق الخطأ البوهيميا ساحل في "حكاية الشتاء". نشرت ملاحظات جونسون الخاصة المتعلقة بالجزء الأخير من حياته في 1641، 4 سنوات بعد موته. ينتقد جونسون في تعليق مقصود للأجيال القادمة اتجاه شكسبير الغير رسمى للكتابة المسرحية ولكن يثنى عليه كشخص: (لقد أحببت الرجل وأحترم ذكراه كمثل أعلى كأى شخص أخر. فهو كان بالفعل صريح وطبيعته حرة ومنفتحة وكان لديه مخيلة ممتازة ونزوات شجاعة وتعبيرات رقيقة..."
بالإضافة إلى بن جونسون، كتب كتاب مسرحيون أخرون عن شكسبير ومنهم بعض ممن باعوا مسرحيات لشركة شكسبير. تذكر اثنان من الثلاث مسرحيات بارناسوس المنتجة في كلية سانت جونز (كامبريدج) في بداية القرن ال 17 شكسبير كممثل وشاعر وكاتب مسرحى ينقصه تعليم جامعى. نشير شخصيتان منفصلتين في «الجزء الأول من العودة من بارناسوس» لشكسبير ب «السيد العزيز شكسبير»، وفي «الجزء الثانى من العودة من بارناسوس» (1606) جعل الكاتب المسرحى المجهول الممثل كيمب يقول للمثل بيربج، «يلعب جيداً قلم بعض رجال الجامعة ... وها هو رفيقنا شكسبير يطرحهم كلهم أرضاً.»
نشر ويليام جاجارد في 1612 نسخة موسعة من «الحاج مشبوب العاطفة» ب 9 قصائد كتبها الممثل المميز الانجليزى والكاتب المسرحى والمؤلف توماس هايوود حاملة اسم شكسبير على الغلاف. احتج هايوود على هذه السرقة الأدبية في «اعتذار للممثلين» (1612) وأضاف أن المؤلف شعر بالإهانة من السيد جاجارد الغير معروف له لإستخدامه اسمه بكل وقاحة. صرح هايوود بكل ثقة أن المؤلف لم يكن على علم بالخداع وأن جاجارد أزال اسم شكسبير من على النسخ الغير مباعة وعلى الرغم أن هايوود لم يقول من هو هذا المؤلف ولكنه من الواضح أنه كان يقصد شكسبير. يذكر هايوود ألقاب زملائه الكتاب المسرحيون في قصيدته «تسلسل الملائكة المقدسة» (1634) والذي منهم شكسبير الملقب بويل كاختصار لاسمه.
كتب الكاتب المسرحى جون ويبستر في إهداءه ل «الشيطان الأبيض» (1612) «وأخيراً الصناعة الصحيحة والسعيدة والوافرة للسادة شكسبير وديكر وهايوود، مع تمنياتى أن يقرأوا ما كتبته» وهنا يوضح أن ويليام شكسبير من استراتفورد لقب بالسيد لحصوله على لقب النبيل.
يلمح فرنسيس بومونت عن كتاب مسرحيون عدة ومنهم شكسبير في خطاب من الشعر لبن جونسون بتاريخ 1608 وفيه يمدح شكسبير ويوضح عظامته.

### وفاة شكسبير-المنظور التاريخى

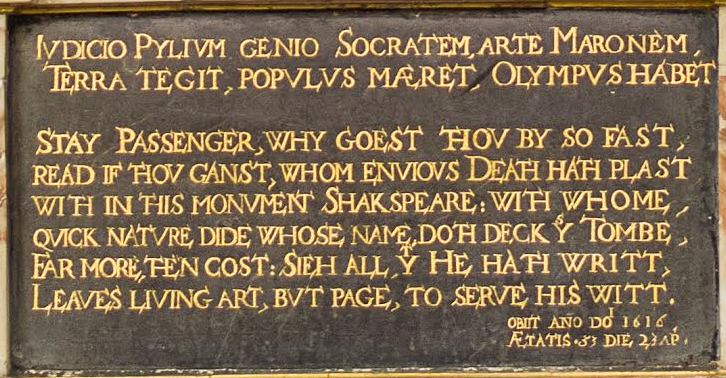
النقش على تمثال شكسبير

يحمل تمثال شكسبير المشيد باستراتفورد قبل 1623 لوح بنقش يتعرف على شكسبير ككاتب. تترجم أول جملتين من اللاتينى إلى «في الحكم بيليان، وفي العبقرية سقراط، وفي الفن مارو، تغطيه الأرض، يندبه الناس، تملكه أوليمبوس» مشيراً إلى نستور وسقراط وورغيليوس وجبل أوليمبوس. أشار إلى التمثال فقط في ال «فرست فوليو» ولكن تتعرف عليه سجلات بداية القرن 17 بكونه نصب تذكارى لشكسبير وتترجم نقشه. ضمن أيضاً سير ويليام دجديل النقش في «آثار ورويكشير» (1656) ولكن الحفريات كان من رسم تخطيطى من 1634 وكتصويرات أخرى في كتابه لم يكن دقيق.
تورث وصية شكسبير المنفذة 25 مارس 1616 لجون هيمنج وريتشارد بيرباج وهنرى كندل 26 شلن و8 بنس كل على حدى لشراء خواتم حداد. أثبتت سجلات عامة عديدة ومنهم رخصة 19 مايو 1603 الملكية التي رخصت مجموعة رجال الملك أن بيرباج وفيليبس وكنديل وهيمنج كانوا زملاء ممثلين مع ويليام شكسبير في مجموعة رجال الملك وحرر اثنان منهم لاحقاً مسرحياته المجمعة. أثار المعادين لشكسبير شكوك على هذه المورثات والتي أضيفت حديثاً في الوصية ويدعوا أن هذه الإضافة جزء من مؤامرة. ولكن تمت الموافقة على الوصية في محكمة كبير أساقفة كانتربيرى (جورج أبوت) في لندن في 22 يونيو 1616 ونسخت الوصية الأصلية إلى سجل المحكمة مع الحفاظ على المورثات.
كان جون تيلور أول شاعر يذكر في طبعة موت شكسبير وفرانسيس بيومنت في كتابه المكون من قصائد «مدح بذرة القنب» في 1620. توفى الاثنان منذ 4 أعوام وبينهم أقل من شهرين. كتب بن جونسون قصيدة قصيرة اسمها «للقارئ» مادحاً لنقش دروشاوت لشكسبير في ال «فرست فوليو» الذي يشبهه كثيراً. تضمن في البيوت المادحة التمهيدية رثاء جونسون الطويل «في ذكرى محبوبى، السيد ويليام شكسبير: وما تركه لنا» وفيها يتعرف على شكسبير كممثل وكاتب مسرحى وشاعر ويربطه بنهر استراتفورد ويؤكد على تمثيله في قصر المكلة إليزابيث الأولى والملك جيمس الأول.
كتب ليونارد ديجز رثاء «في ذكرى المؤلف الراحل السيد وشكسبير» والذي نشر في ال «فرست فوليو» والذي يشير فيه إلى تمثال شكسبير باستراتفورد. كات ديجز ابن زوجة صديق شكسبير توماس رسيل وترعرع على بعد 4 أميال من استراتفورد على نهر ايفون في تسعينات القرن 16 وقد صمم شكسبير رسيل في وصيته كمراقب على المنفذين. كتب ويليام باس رثاء بعنوان «على السيد وم. شكسبير» وقت ما بين 1616 و1623 وفيه اقترح ان شكسبير كان المفترض أن يدفن في دير وستمنستر بجانب تشوسر وسبنسر وبيومانت. انتشرت هذه القصيدة بصورة واسعة في مخطوطات باليد ولا زالت موجودة حتى اليوم في أكثر من دستتين نسخ معاصرة: والكثير منهم تحتوى على عنوان أكثر اكتمالاً وتنوعاً «على السيد ويليام شكسبير، المتوفى في إبريل 1616»، والتي بدون أي غموض تحدد أن الإشارة هي إلى شكسبير من استراتفورد.

### أدلة على أصالة شكسبير من أعماله
تعتبر أعمال شكسبير أكثر الأعمال الدنيوية دراسة في التاريخ. تدعم الملاحظات المعاصرة والدراسات النصية أصالة شخص بتعليم وخلفية وحياة مشابهة لويليام شكسبير.

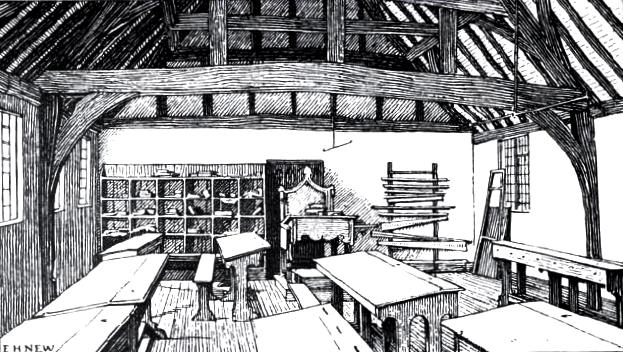
مدرسة الملك إدوارد السادس النحوية في استرافورد على ايفون

لا يوجد أي سجل يشير إلى أن معاصرى شكسبير أشاروا إليه ككاتب متعلم أو طالب. يشير بن جونسون وفرانسيس بيومونت إلى فقدانه للتعليم الكلاسيكى يصعب تفسير الأخطاء الكلاسيكية الكثيرة في شكسبير لو كاتب المسرحيات كان مُدرب بجامعة. فهو لا يخطئ فقط بالتطيع الشعرى لكثير من الأسماء الكلاسيكية بل جعل في ترويلوس وكريسيدا يونانيين وطرواديين يذكروا أفلاطون وأرسطو ألف عام قبل ميلادهم. يقترح ويلينسكى أن معظم إشارات شكسبير الكلاسيكية مأخوذة من «قاموس اللغة الرومانية في بريطانيا» (1565) لتوماس كووبر بما أن معظم الأخطاء في هذا العمل مكررة في العديد من مسرحيات شكسبير وورثت نسخة من كتابه لمدرسة النحو باستراتفورد من قبل جون بريتشجردل «للاسخدام العام للطلاب». علق لاحقاً نقاد مثل صمويل جونسون أن عبقرية شكسبير لا تقع في معرفته الواسعة ولكن في «يقظته في الملاحظة والدقة في التمييز والتي لا تستطيع منحها الكتب والتعاليم: ومن هذا يواصل تقريباً كل امتياز أصيل وفطرى.» حتى القراءات المتفتحة المنسوبة إلى شكسبير من النقاد في السنوات الأخيرة مبالغ فيها ولعله اكتسب الكثير من العلم من المحادثات وعلى النقيد للادعاءات السابقة المثقفة والشعبية عن مفرداته وابتكاراته اللغوية، يضع دليل حجم المفردات وتكررار استخدام الكلمات مع معاصريه وليس بمعزل عنهم. توضح المقارنات بالحاسوب مع كتاب مسرحيون أخرون أن مفرداته كانت بالفعل كبيرة ولكن بسبب مسرحياته المتبقية أكبر من مسرحيات معاصريه وبسبب المجال الواسع لشخصياته وموضوعاته ومحيطاته.
تختلف مسرحيات شكسبير عن مسرحيات مجموعة مفكرون الجامعة في تفاديها للعروض المتفاخرة لتفوق الكاتب في اللغة اللاتينية أو في مبادىء الدراما الكلاسيكية بإستثناء المسرحيات ذات الكتابة المشتركة مثل «هنرى السادس» و«تيتوس أندرونيكوس». اعتمدت بدلاً تلميحاته على منهج مدرسة النحو الإليزابيثى. بدأ المنهج بنحو ويليام ليللى اللاتينى وارتقى إلى يوليوس قيصر وتيتوس ليفيوس وورغيليوس وهوراس وأوفيد وبلاوتوس وترنتيوس وسنكا والذي اقتبس كل منهم في أعماله. كونه متميز بين نظراءه، تمتلئ مسرحيات شكسبير بعبارات من نصوص وتربية مدرسة النحو بجانب رسوم كاريكاتورية للنظار. اشار إلى نحو ليللى في الكثير من المسرحيات مثل «تيتوس أندرونيكوس» و«ترويض النمرة» و«ضياع عمل الحب» و«الليلة الثانية عشرة أو كما تشاء» و«زوجات ويندسور البهيجة». لمح شكسبير ليس فقط لمدرسة النحو بل لمدارس صغيرة التي تعلم فيها الأطفال في سن 5-7 القراءة والتي تعتبر مطلب أساسى لمدرسة النحو

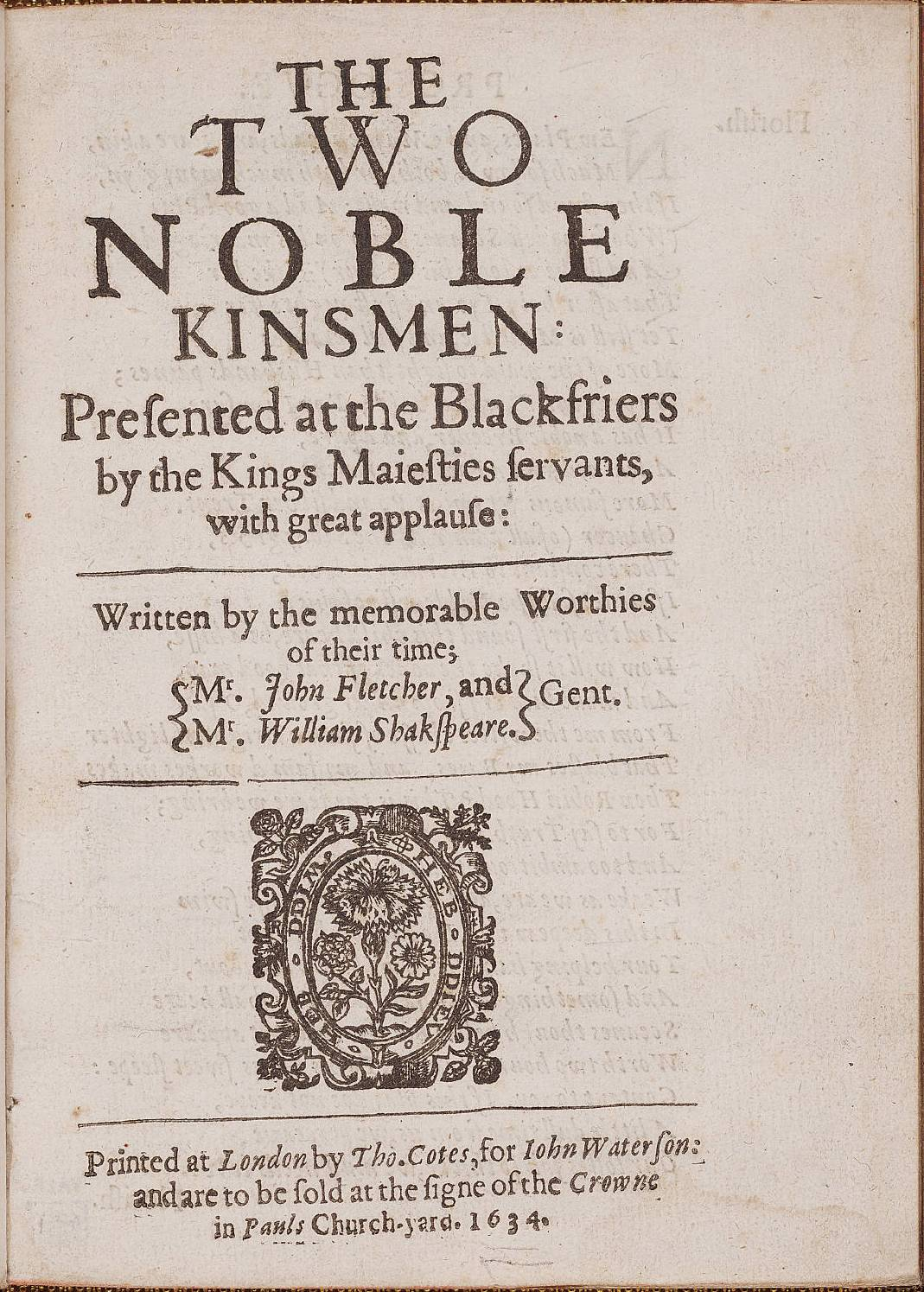
غلاف طبعة 1634 ل "القريبان النبيلان" لشكسبير وجون فليتشر

أشرف وارد إليوت الذي كان متعاطف مع النظرية الاوكسفوردية وروبيرت ج. فالينزا بداية في 1987 على دراسة متعلقة بالكتابات والتي استخدمت برامج حاسوبية لمقارنة عادات شكسبير الكتابية مع أعمال 37 مؤلف مقترح كصاحب الأعمال الحقيقى. تم القيام بالدراسة المسماة بعيادة شكسبير بكليرمونت في ربيع 2010. عينت الاختبارات أن أعمال شكسبير اظهرت نماذج ثابتة معتمد عليها ولائقة به وتؤكد أنه كان شخص منفرد وليس جماعة وأن استخدامه كان أقل للعبارات الواصلة وأكثر للنهايات الأنثوية والسطور شعرية بدون توقف والواصلات من الكتاب المقارن بهم. حددت الدراسات أنه لا يوجد عمل للمدعين قد كتبه شكسبير ولا أعمال شكسبير هم كتابها وبهذا التخلص من المدعين التي لا تزال أعمالهم المعروفة موجودة ومنهم اوكسفورد وبيكون ومارلو كالمؤلفين الأصليين للأعمال.
تطور اسلوب شكسبير مع الوقت بملاحقة التغييرات في الميول الأدبية. كتبت مسرحيات الأخيرة مثل "العاصفة" و"حكاية الشتاء" و"هنرى الثامن باسلوب شبيه بالكتاب العصر الحاكوبى الأخرين ومختلف جوهرياً عن اسلوب مسرحياته في العصر الإليزابيثى. وبالإضافة، بعد بداية رجال الملك باستخدام مسرح البلاك فرايرز للعروض في 1609، كتبت مسرحيات شكسبير لتلائم مسرح أصغر بموسيقى ورقص أكثر وفصول مقسمة بتساوى أكثر لتسمح بتغير الشموع المستخدمة لإضاءة المسرح.
يستنتج العميد كيث سيمونتون الباحث عن العوامل المتضمنة في الإبداع الأدبى والموسيقى وخاصة المتعلق بشكسبير أن ترتيب المسرحيات تقريباً صحيح وأن أعمال شكسبير تظهر تطور أسلوبى تدريجى متناسق مع العباقرة الفنيون الأخرون. فحصت دراسة سيمونتون المنشورة في 2004 العلاقة المتبادلة بين المحتوى الموضوعى لمسرحيات شكسبير والبيئة السياسية المكتوبة بها. تثبت التقسيمات التاريخية المؤيدة لشكسبير عند إرجاعها سنتين علاقات متبادلة متينة بين الإثنين بينما تظهر التقسيمات التاريخية المشككة لا علاقة بغض النظر عن الفترة الزمنية. استنتج سيمونتون الذي صرح عن تعاطفه مع اوكسفورد وتوقع تدعيم النتائج له أنه أثبت خطأ التوقعات".
اشترك شكسبير مع مؤلفون آخرون في كتابة ال 10 مسرحيات الأخيرة. يدعى المؤيدون لاوكسفورد أن آخرون أكملوا المسرحيات بعد موت اوكسفورد. ومع ذلك تدل الأدلة الكتابية من المسرحيات الأخيرة على أن معاونون شكسبير لم يكونوا دائماً على دراية بما فعله شكسبير في المشهد السابق وأنهم كانوا يتبعون مخطط مضطرب بدلاً من العمل من نص غير منتهى تركه كاتب مسرحى ميت منذ فترة طويلة. فمثلاً في «القريبان النبيلان» (1612-1613) المكتوبة مع جون فليتشر يجعل شكسبير شخصيتين تتقابل ثم يتركهم على المسرح في نهاية أحد المشاهد ولكن يجعلهم فليتشر يمثلوا كأنهم التقوا ببعض لأول مرة في المشهد التالى.

## تاريخ التشكيك في أصالة شكسبير

### التعظيم الساخر والشك المبكر
لم يُعتبر شكسبير أعظم كاتب في العالم في القرن والنصف التالى لوفاته برغم الثناء على أعماله. كانت سمعته ككاتب مسرحى جيد وشاعر من ضمن الكثيرون في عهده. سيطرت مسرحيات بومونت وفليتشر على الإعجاب العام بعد إعادة افتتاح المسارح في عصر الترميم في 1660 بينما تنازعت مسرحيات بن جونسون وشكسبير على المركز الثانى. قاد شكسبير هذا المجال بعد ارتقاء الممثل دايفيد جاريك بيوبيل شكسبير استراتفورد في 1769 لم يوجد أي اقتراحات في هذه الفترة على أن شخصاً أخر قد يكون الكاتب الأصلى  بإستثناء إشارات القرن ال 18 الضئيلة الهجائية والمجازية بزغ التشكيك في أصالة شكسبير بعد اعتباره الشاعر الوطنى الانجليزى ونابغة فريدة.
سادت التملقة في بداية القرن التاسع عشر واعتبر شكسبير نابغة فائقة واطلق جورج برنارد شو على هذه الظاهرة اسم «التعظيم الساخر» في 1901 لوحظ عبقرية شكسبير بحلول منتصف القرن للعقلانية بجانب القوة التخيلية. بسبب اظهار ما تم معرفته عن حياة شكسبير كونه ريفى غير متعلم  بدأ القلق على تنافر سمعة شكسبير مع سيرة حياته أن ينشأ. عبر رالف والدو إمرسون برغم اقتناعه أن شكسبير هو صاحب الأعمال عن هذا التنافر في محاضرة في 1846 باعتزامه عن عدم قدرته على التوفيق بين بيوت شكسبير الشعرية مع صورة ممثل مرح ومدير مسرحى دعم ظهور النقد التاريخى الذي تحدى وحدة ملحمات هوميروس وأصالة الكتاب المقدس الارتباك المنبثق عن أصالة شكسبير والذي كان في وجهة نظر أحد النقاد «حادث في انتظار حدوثه». أثر تحقيق دافيد ستراوس في سيرة المسيح والذي صدم العامة بتشكيكه في دقة الكتاب المقدس التاريخية في المناظرة الدنيوية حول شكسبير. سعى صامويل موشيم شمكر في 1848 للتقيل من شأن شكوكات ستراوس عن طريق تطبيق نفس الأساليب هجائياً على سجلات حياة شكسبير في عمله «شكوكات تاريخية تحترم شكسبير، موضحة اعتراضات كافرة ضد الإنجيل». توقع شمكر الذي لم يشكك عمره أن شكسبير هو شكسبير بدون دراية الكثير من المناقشات اللاحقة لمرشحون بديلون للأعمال.

### الانشقاق العام وأول مرشح بديل

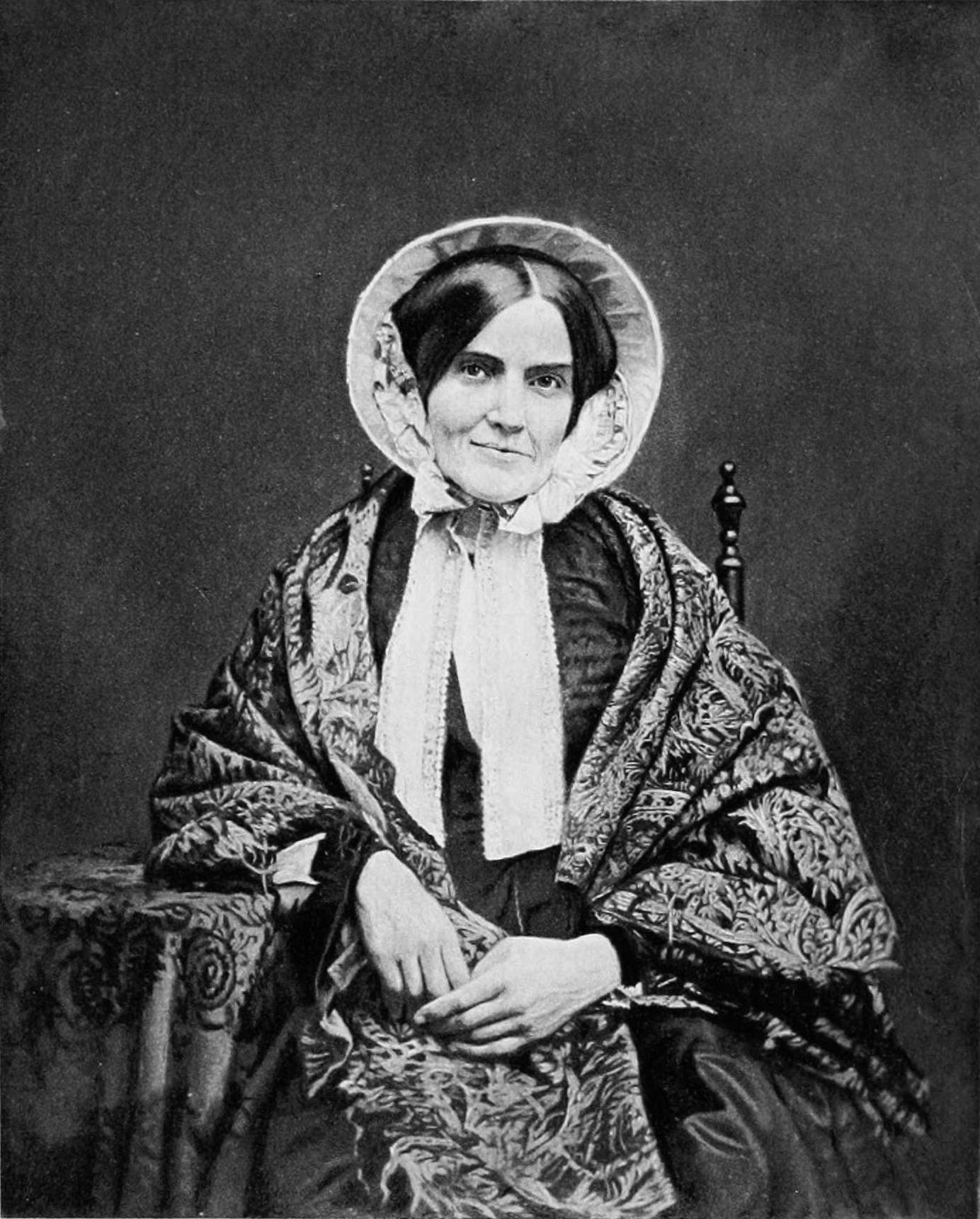
كانت ديليا بيكون أول كاتبة تكون نظرية شاملة أن شكسبير لم يكن كاتب الأعمال المسنوبة إليه.

شكك في أصالة شكسبير علنياً لأول مرة في «رومانسية الإبحار باليخوت» لجوسيف س. هارت في 1848. أظهر هارت أن المسرحيات احتوت على أدلة أن الكثير من المؤلفين المختلفين عملوا عليها. نشر دكتور روبيرت و. جيمسون بعد 4 أعوام «من كتب شكسبير» على نحو مجهول في صحيفة تشامبرس ادينبرج معبراً عن آراء مماثلة. ظهرت في 1856 مقالة ديليا بيكون الغير موقعة «ويليام شكسبير ومسرحياته: استعلام حولهم» في مجلة بوتنام.
وضعت ديليا بيكون في 1845 نظرية أن المسرحيات المنسبة لويليام شكسبير كتبتها مجموعة تحت قيادة السيد فرانسيس بيكون وكان السيد والتر رالي الكاتب الرئيسى، والذي هدفه غرس نظام سياسى وفلسفى متقدم في الذهن لعدم مقدرتهم على انسابه إليهم علناً. كان فرانسيس بيكون أول مرشح بديل من قبل ويليام هنرى سميث في كتيب طبع عام 1856 «هل كان السيد بيكون المؤلف لمسرحيات شكسبير؟ خطاب للسيد اليسمير»). نشرت ديليا بيكون في العام التالى كتاب يشكل نظريتها: «الكشف عن فلسفة مسرحيات شكسبير». نشر قاضى كنتاكى ناثانيل هولمز بعد 10 أعوام 600 صفحة «أصالة شكسبير» مدعماً لنظرية سميث، وبدأت الفكرة في الانتشار على نحو واسع. أنتج التشكيك بحلول 1884 أكثر من 250 كتاب وأكد سميث أن عائلة بيكون اقتربت من الفوز بالحرب على سيطرة شكسبير بعد معركة استمرت 30 عام. أسس بعد عامان مجتمع فرانسيس بيكون في لندن لتعزيز النظرية. لا يزال المجتمع موجود وينشر صحيفة بعنوان «بيكونيانا» لتؤيد مهمته.
رد الدارسون على هذه المناقشات ضد شكسبير. نشر الناقد الانجليزى جورج هنرى تاونسيند في 1857 «ويليام شكسبير ليس دجال» ناقداً لما لقبه بالثقافة القذرة والمقدمات الزائفة والفقرات المتوازية الخادعة والاستنتاجات الخاطئة للمقترحون الأوائل كمرشحون بديلون للأعمال.

### البحث عن برهان

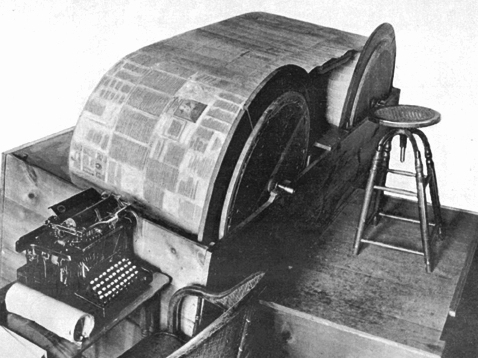
بنى اورفيل وارد اوين عجلة الشيفرة السرية والتي استخدمها للبحث عن شفرات سرية مُخبأة في أعمال شكسبير تركها فرانسيس بيكون.

سافرت ديليا بيكون لانجلترا في 1853 بُمساعدة رالف والدو ايميرسون للبحث عن أدلة لتدعيم نظرياتها. سعيت ديليا لاخراج المخطوطات المدفونة من الأرض بدلاً من عمل بحث أرشيفى وحاولت ولكن فشلت في اقناع شخص مسؤول لفتح قبر بيكون. اعتقدت بأنها حلت الشفرة الموجودة برسائل بيكون والتي تدعوا للبحث أسفل بلاطة ضريح شكسبير باستراتفورد عن أوراق تثبت أن بيكون كان صاحب الأعمال، ولكن بعد قضائها بضعة ليالى رحلت بدون أن تفعل شئ لعدم وجود شجاعة كافية بها.
أصبحت الشفرات السرية مهمة لنظرية بيكون ولاحقاً للمؤيدون لمرشحون أخرون أيضاً وعززت كتب هذا النهج مثل «الكتابة بالشيفرة العظيمة» في 1888 لايجانتيوس ل. دونيللى. بنى الدكتور اورفيل وارد اوين عجلة الشيفرة السرية وهي عبارة عن 1000 قدم من القماش والتي ألصفف عليها أعمال شكسبير ومرشحون أخرون ووضعها على عجلتان متوازيتان للمقارنة بسرعة بين الصفحات عن طريق كلمات رئيسية بينما أدارهم لفك الشيفرة. ادعى في مجلده المتعدد «قصة السيد فرانسيس بيكون المشفرة» في 1893 اكتشافه سيرة بيكون الذاتية مخفية في مسرحيات شكسبير والتي تتضمن إفشاء أن بيكون كان ابن الملكة إليزابيث السرى وهكذا تعطى حث أكثر لاخفاء تأليفه للأعمال من العامة.

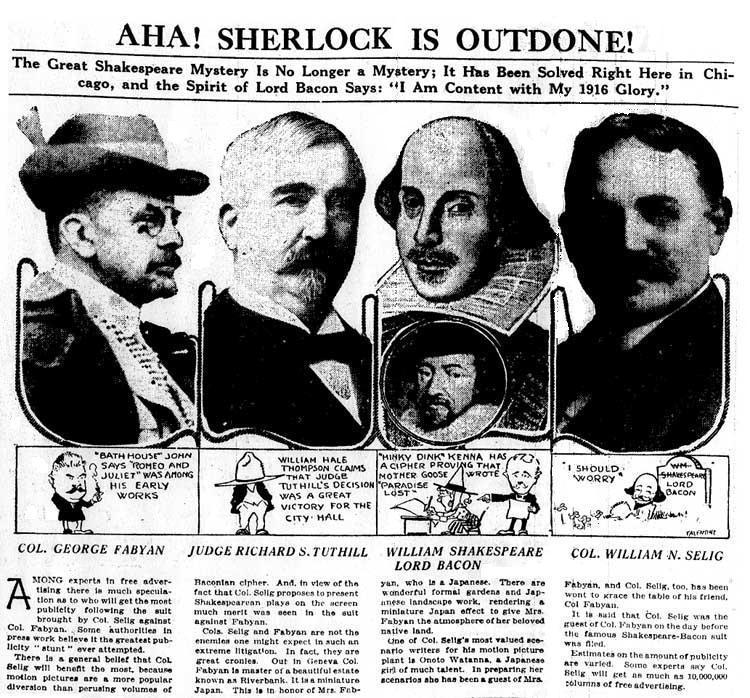
مقالة خاصى في شيكاغو تريبيون عن محاكمة أصالة شكسبير في 1916. من اليسار: جورج فابيان والقاضى توثيل وشكسبير وبيكون وويليام سيليج.

سعت المحاكمات الحقيقية والزائفة بسبب خلفية فرانسيس بيكون السياسية لاثبات الدعاولبيكون ولاحقاً لاوكسفورد. استمرت أول محاكمة زائفة 15 شهر في 1892-1893 ونُشرت نتائج المناقشة في مجلة بوستون الشهرية «الساحة». كان ايجانتيوس دونيللى أحد المدعون بينما كون ف. ج. فيرنيفال جزء من الدفاع. دعمت لجنة المحلفون بأعضائها ال 25، والتي من ضمنها هنري إيرفينغ وهنرى جورج وايدموند جوس، شكسبير. ترأس في 1916 القاضى ريتشارد توثيل محكمة حقيقية بشيكاغو. أقدم منتج أفلام على دعوى ضد مؤيد بيكون، جورج فابيان. لقد جادل أن تدعيم فابيان لبيكون هدد الأرباح المتوقعة من فيلم قادم عن شكسبير. فصل القاضى أن الشيفرات التي تعرف عليها محللون فابيان أثبتت أن فرانسيس بيكون هو صاحب أعمال شكسبير وكوفئ فابيان 5000$ كتعويض للأضرار. لغى توثيل قراره في ظل التضاربات المتصاعدة وصرف قاضى آخر، فريدريك أ.سميث، القضية.
زعم أوين في 1907 أنه فك شيفرة معلومات تشير إلى أنه تم دفن صندوق يحتوى على دليل على أصالة بيكون في نهر وى بجانب قلعة تشيبستو على ممتلكات دوق بيوفورت. فشلت آلاته في استرجاع أي مخطوطات مخفية. سافرت في نفس العام مساعدته السابقة إليزابيث ويلس غالوب والتي مولها جورج فابيان إلى إنجلترا مثله. لقد اعتقدت انها فكت شيفرة رسالة تقول أن مخطوطات بيكون السرية مخبأة وراء ألواح في برج كانونبرى باسلينجتون. لم يتم العثور على شئ وبعد عامان أظهر الكاتب الأمريكى الساخر مارك توين علناً اعتقاده المعادى لشكسبير في «هل شكسبير ميت؟» في 1909، مؤيداً لبيكون كالكاتب الحقيقى.
اقتنع والتر كونراد ارينسبيرج في عشرينيات القرن ال 19 أن بيكون أعطى الصليب الوردي مفتاح شيفراته. لقد اعتقد ان هذه الجماعة ما زالت ناشطة وتتواصل أعضائها تحت حماية كنيسة إنجلترا. اكتشف كونراد عن طريق الشيفرات في تذاكر دخول كنيسة الثالوث الأقدس في استراتفورد على نهر ايفون أن بيكون وأمه دفنوا في سرية مع المخطوطات الأصلية لمسرحيات شكسبير في غرفة بكتدرائية ليشفيلد باستافوردشير. لقد توسل بدون جدوى لعميد الكتدرائية ليسمح له بفتح القبر والتصوير. اقتعنت ماريا باوير أن مخططات بيكون نقلت لجيمستاون في 1653 ويمكن ايجادها في غرفة دفن بروتون بويليامزبرغ. استطاعت الحصول على اذن للتنقيب في نهاية ثلاثينات القرن ال 19 ولكن سريعاً سحبت السلطات تصريحها. سمح لرودريك ايجل في 1938 بفتح قبر ايدموند سبنسر للبحث عن دليل أن بيكون كان شكسبير ولكنه وجد فقط بعض عظام قديمة.

### بزوغ مرشحون آخرون
صار مرشحون آخرون محط الاهتمام بحلول نهاية القرن ال 19. نشر ويلبر ج. زيجلر المحامى رواية «انه كان مارلو: قصة سر الثلاث قرون» والتي تقول أن مارلو لم يمت في 1593 بل عاش ليكتب مسرحيات شكسبير. رشح الناقد الأدبى الألمانى كارل بليبترو في 1907 روجر مانرز، الإيرل الخامس لراتلاند. تمتع ترشح راتلاند بازدهار قصير مدعماً بمؤلفين آخرين على مدار السنوات القليلة التالية. لم ينحاز المعادون لشكسبير لمرشح بعينه. سعى المحامى الإنجليزى جورج جرينوود لاستقصاء ويليام شكسبير من قائمة المرشحون في «فتح مشكلة شكسبير مرة أخرى» في 1908 محبطاً مفهوم أن كان لدى شكسبير خبرة قانونية عن طريق إظهار أن القانونية تغلغلت في الأدب الجاكوبى والإليزابيثى. كتب محرر صحيفة «الساعى» هنرى والترسون في ذكرى وفاة شكسبير الثلاثمائة في 1916 قصة في الصفحة الأولى مدعمة لنظرية مارلو وصنع مثل زجلر رواية خيالية عن كيفية حدوثها ووزعت على صحائف أخرى كثيرة. جادل الأستاذ الجامعى المتخصص في الأدب الفرنسى والإنجليزى أبيل ليفرانك بعد الحرب العالمية الأولى في صالح إيرل ديربى السادس ويليام ستانلى كونه صاحب الأعمال بناء على أدلة اكتشفها بنفسه في المسرحيات والقصائد.

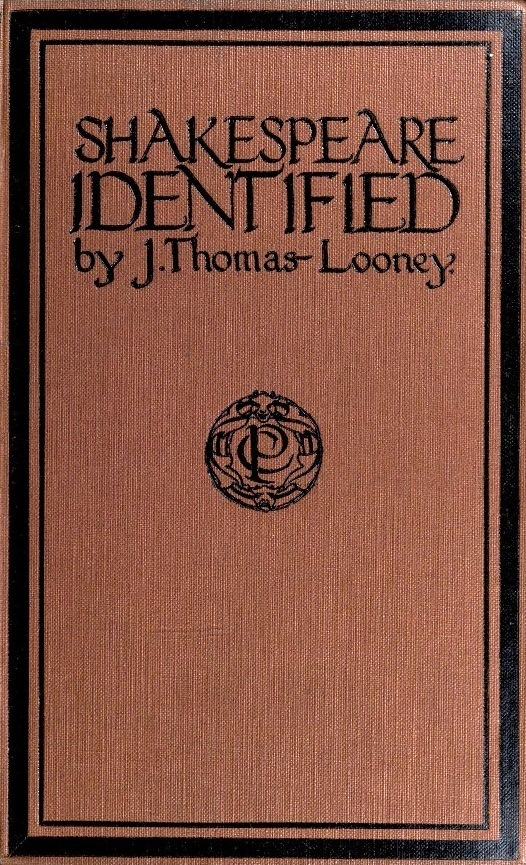
جعل كتاب ج. توماس لونى "تعيين هوية شكسبير" في 1920 إدوارد دى فير الإيرل السابع عشر لاوكسفورد المطالب الأول للأعمال.

صعد إدوارد دى فير الإيرل السابع عشر لاوكسفورد سريعاً وكالبديل الأكثر شهرة بعد كتاب ج. توماس لونى «تعيين هوية شكسبير» في 1920. أنشأ لونى وجرينوود بعد عامين منظمة زمالة شكسبير العالمية لتعزيز النقاش حول أصالة شكسبير والتي لاحقاً غيرت مهمتها لتعزيز نظرية اوكسفورد. نشر أرتشى ويبستر في 1923 «هل كان مارلو الرجل؟» في جريدة الاستعراض القومى مقترحاً أن مارو هو كاتب أعمال شكسبير مثل زيجلر وواترسون ومجادلاً خصيصاً أن القصائد ذات الأربعة عشر بيت كانت تقرير ذاتى على نجاته. أعلن ألارديس نيكول في 1932 عن استكشاف مخطوطة تؤكد كون جيمس ويلموت المقترح الأول لنظرية بيكون ولكن أثبتت تحقيقات حديثة أن المخطوطة مزيفة وربما مصممة لإحياء نظرية بيكون أمام صعود اوكسفورد.
صعد مرشح أخر في 1943 عندما جادل الكاتب ألدين بروكس في «ويل شكسبير ويد ديار» لصالح السيد إدوارد ديار. نبذ بروكس شكسبير منذ 6 أعوام كالكاتب المسرحى باقتراحه أن دوره في الخدعة تمثيل دور السمسار المسرحى الإليزابيثى للمسرحيات والقصائد نيابة عن الكتاب الأصليون مدراءه. تبنى مؤيدوا اوكسفورد لاحقاً هذا المنظور. قل ظهور وشهرة حركتى اوكسفورد ومعادى شكسبير بعد الحرب العالمية الثانية. فشل البحث الأرشيفى الوافر في تأكيد اوكسفورد أو أي شخص أخر كالكاتب الأصلى وفقد الناشرون الاهتمام في أي كتب مقدمة نفس النظريات بناء على أدلة مزعومة غير قاطعة. أظهر مؤيدى اوكسفورد وبيكون لسد فجوة نقص الأدلة القاطعة أن المعلومات المخبأة والإشارات في أعمال شكسبير قد وضعها مرشحهم لصالح باحثى المستقبل.
نشر دوروثى وتشارلتون اوجبرن في 1952 «هذا نجم إنجلترا» لإحياء الاهتمام باوكسفورد، والذي يعد الآن نص اوكسفوردى كلاسيكى. لقد اقترحوا أن «الشاب الجميل» في القصائد هو هنرى ريثيسلى الإيرل الثالث لساوثهامبتون وهو نتاج علاقة اوكسفورد بالملكة وأن تم كتابة مسرحيات شكسبير لذكر شغف هذه العلاقة. عرف هذا بعد ذلك بنظرية برنس تيودور والتي تفترض أنه تم تغطية ابن الملكة الغير شرعى وأصالة أبيه لأعمال شكسبير كسر الدولة الإليزابيثية. وجد الاوجبرنز تشابهات كثيرة بين حياة اوكسفورد والأعمال وخاصة في هاملت والتي وصفوها بالسيرة الصريحة. تلى هذا ارتفاع موجز في الحماسة والتي نتج عنه إنشاء مجتمع شكسبير اوكسفورد في الولايات المتحدة عام 1957. ذهب العام التالى إلى إنجترا للبحث عن أدلة عن مارلو والتي اعتقد انها قد تكون مدفونة في قبر الراعى الأدبى السيد توماس والسينجهام ولكنه لم يجد أي شئ.
هاجمت سلسة من الكتب الأكاديمية الهامة والمقالات النظريات المعادية لشكسبير ووصفت طرقها بالغير مثقفة ونائجها بالسخيفة. فاز المشفران الأمريكان ويليام وإليزابيث فريدمان بجائزة مكتبة فولجر شكسبير الأدبية في 1955 لدراسة النقاشات حول احتواء أعمال شكسبير على شيفرات مخبأة. أثبتت الدراسة عدم احتواء الأعمال على أي شيفرات ونشرت في «البحث في شيفرات شكسبير» في 1957. نشر 4 أعمال هامة بعدها مقيمة لتاريخ ظاهرة معادى شكسبير من منظور الاتجاه السائد: «السارق من استراتفورد» 1958 لفرانك وادسورث و«شكسبير والمتفوقون عليه» 1958 لريجينالد تشرتشيل و«مدعون شكسبير» 1962 ل هـ. ن. جيبسون و«شكسبير ومنافسيه: سجل عن خلاف الأصالة» 1962 لجورج ل. مكمايكل وادجار م. جلين. نشرت جريدة جمعية الحانة الأمريكية في 1959 سلسلة من المقالات والرسائل حول خلاف الأصالة والتي جمعت فيما بعد في «فحص شكسبير المتقاطع» في 1961. قالت صحيفة مجتمع شكسبير اوكسفورد في 1968 أن أرواح معظم الأعضاء التبشيرية في انحطاط أو هاجعة أو غير موجودة. بلغت العضوية 80 في المجتمع في 1974.

### الأصالة في إعلام الاتجاه السائد
بدأ الكاتب المستقل والمنتخب رئيس لمجتمع شكسبير باوكسفورد في 1976 تشارلتون اوجبورن الابن حملة لتجنب المؤسسة الأكاديمية لاعتباره لها كسلطة معتدية تسعى لاسكات المعارضة في مجتمع المفترض كونه حر. لقد اقترح الصراع للتقدير العام عن طريق تصوير اوكسفورد كمرشح على نفس مستوى شكسبير. تشر اوجبورن كتاب «ويليام شكسبير الغامض: الاسطورة والحقيقة» في 1984 واستخدم الإعلام ليروق للعامة بتصويره للمشكلة كمسألة عدل في وسط جو المؤامرة الذي ساد أمريكا بعد فضيحة ووترغيت. ضمنت مجهودات اوجبورن لاوكسفورد مركز المرشح الأكثر شهرة. لقد كان أيضاً سبب إحياء حركة اوكسفورد الحديث بتبنيه لسياسة السعى وراء الشعبية من خلال المحاكم الشعبية والمناقشات الإعلامية والتلفاز ولاحقاً الانترنت، متضمناً ويكيبيديا.

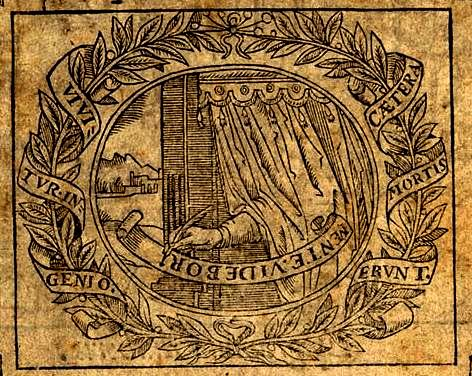
استخدم مؤيدى بيكون واوكسفورد شعار من "منيرفا بريطانيا" 1612 لهنرى بيتشام كدليل للأصالة المخفية في أعمال شكسبير.

اعتقد اوجبورن أن أفضل طريقة لتحدى الدارسين هي القانون وفي 25 سبتمبر 1987 دعا 3 قضاة من المحكمة العليا للولايات المتحدة لمحكمة شعبية في كنيسة التذكارى العاصمى الموحدة مدتها يوم واحد لسماع قضية اوكسفورد. كونت المحاكمة حتى يكون عبء البرهنة على المؤيدين وليس الخبراء الأدبيين. حكم القضاة أن القضية مبنية على نظرية مؤامرة أسبابها غير مقنعة ومتنافرة. برغم أخذ اوجبورن الحكم كهزيمة صريحة اعتبر جوسيف سوبران الكاتب الاوكسفوردى أن المحاكمة صرفت أي منافس أخر لأعمال شكسبير من الرأى العام واعطت الشرعية لاوكسفورد. نظمت محكمة أخرى في العام التالى بالمملكة المتحدة لعكس القرار. ترأس المحكمة 3 أسياد قانون وأقيمت في المعبد الداخلى بلندن في 26 نوفمبر 1988. عرض مؤيدى شكسبير قضيتهم هذه المرة وأكدت النتيجة قرار المحكمة الأمريكية.
زادت التغطية الإعلامية للجدل نظراً للظهور الصاعد في التشكيك في الأصالة وركزت مصادر كثيرة على نظرية اوكسفورد. عرض المسلسل الأمريكى «فرونت لاين» التابع لوكالة الإذاعة العامة في حلقة «لغز شكسبير» في 1989 لأكثر من 3.5 مليون مشاهد في الولايات المتحدة فقط تفسير أن اوكسفورد هو شكسبير. تبع هذا في 1992 مؤتمر تليفونى تابع للمسلسل مدته 3 ساعات بعنوان «الكشف عن شكسبير: تحديث» رئسه ويليام ف. باكلى الابن نشرت مجلة الأطلنطى الشهرية في 1991 مناقشة بين توم بيثيل ممثلاً لقضية اوكسفورد، وايرفن لى ماتوس ممثلاً لقضية شكسبير. نشر نقاش مماثل في مجلة هاربر عام 1999 بعنوان «شبح شكسبير» لجأ مؤيدى اوكسفورد ومعادى شكسبير بداية من التسعينات للانترنت لإذاعة نظرياتهم متضمناً كتابة مقالات عديدة على ويكيبيديا عن مرشحينهم لدرجة أن تقرير في 2010 قال أن وجودها على ويكيبيديا يفوق أي مصادر أخرى.
نشر ائتلاف أصالة شكسبير في 14 أبريل 2007 عريضة على الإنترنت متزامنة مع اعلان جامعة برونيل عن برنامج دراسات علية أدبية مدته عام في دراسات أصالة شكسبير. ينوى الائتلاف الحصول على دعم عام واسع حتى تضطر مؤسسة شكسبير الأكاديمية بحلول 2016 في ذكرة وفاة شكسبير ال 400 الاعتراف بوجود إثباتات حول التشكيك في أصالة شكسبير. جمع أكثر من 1200 توقيع بحلول نهاية 2007 وزاد عدد التوقيعات بحلول يونيو 2013 ل 2611 منهم 448 لدارسين حاليين أو سابقين. نشرت نيو يورك تايمز في 22 أبريل 2007 تقرير ل 265 أستاذ شكسبير عن التشكيك في أصالة شكسبير. جاوب 6% «نعم» و11% «ربما» على سؤال هل يوجد سبب جيد للتشكيك في أصالة شكسبير. اختار 61% «نظرية بدون دليل مقنع» و32% «هدر للوقت وتشتيت بين الطلاب» عندما تم سؤالهم عن رأيهم في الموضوع.
قام جيمس س. شابيرو في 2010 بتقرير حول التشكيك في الأصالة في «ويل المناقش: من كتب شكسبير؟» ليكون أول دارس شكسبير مخصص كتاب كامل للموضوع. ومن الناحية الاجتماعية وجد شابيرو أصول التشكيك في عرق راجع ل ادموند مارلون ونقد الدارسين لتجاهلهم للموضوع والذي كان مساو لتسليم المجال لمعادى شكسبير.
عرض فيلم المجهول المبنى على نظرية برنس تيودور المتفرعة من نظرية اوكسفورد والذي كتبه جون اورلوف وأخرجه رولان إيميريش في سبتمبر 2011 في مهرجان تورونتو السينمائي الدولي. صور دى فير كنابغ أدبى أصبح حبيب الملكة إليزابيث وأنجب منها هنرى ريثيسلى الإيرل الثالث لساوثهامبتون ليكتشف في النهاية انه قد يكون هو نفسه ابن الملكة من علاقة قديمة. يرى في النهاية مسرحياته المكبوتة تمثل من خلال الواجهة ويليام شكسبير والذي صور كممثل منتهز للفرص ومصدر الكوميديا في الفيلم. يوافق اوكسفورد على طلبات إليزابيث لبقاءه مجهول ككجزء من صفقة لانقاذ ابنهم من الإعدام كخائن لدعمه لثورة ايسيكس ضدها. أطلقت جماعة شكسبير التعليمية الخيرية قبل شهرين من عرض الفيلم حملة تهاجم فيها نقاشات معادى شكسبير عن طريقة موقع إلكترونى يحتوى على مساهمات سمعية قصيرة مسجلة من ممثلون ودارسون ومشاهير أخرون، والتي تلاها سريعاً دحض من ائتلاف أصالة شكسبير.
كتب بول ادموندسون وستانلى ويلز من هذا كتاب إلكترونى قصير بعنوان «شكسبير يرد» في 2011, وحرروا كتاب أكبر من مقالات لدراسين بارزين لشكسبير بعنوان «شكسبير بدون شك» والذي قال فيه ادموندسون انهم قرروا قيادة حملة أصالة شكسبير لاعتقادهم في زيادة الأسئلة بسبب الفيلم لرؤيتهم كيفية اعطاء مصداقية أكاديمية للشكوك ضد شكسبير من قبل جامعات كونكورد وبرونيل ولشعورهم أن تجاهل معادى شكسبير غير لائق في وقت كان صوتهم المشهور قابل للحصول على دعم أكثر

## المرشحون البدلاء
بينما رشح 80 شخص تاريخى بارز في وقت أو أخر كالكاتب الحقيقى لأعمال شكسبير، جذب فقط بعضهم اهتمام ملحوظ. بجانب المرشحون الفرديون لاقت نظريات الجماعات متعددة اهتمام بالغ.

### نظريات الجماعات
اقترحت نظريات جماعات عديدة لأصالة الأعمال من منتصف القرن التاسع عشر. ركز أول كتاب منشور على جدال الأصالة بعنوان «فلسفة مسرحيات شكسبير اكتشفت» لديليا بيكون في 1857 والذي اقترحت فيه أول نظرية جماعة ناسبة الأعمال للجنة رئسها فرانسيس بيكون وتضمنت والتر رالي كالكاتب المسرحى الرئيسى وساعده إدموند سبنسر والسيد باكهرست وإدوارد دى فير الإيرل السابع عشر لاوكسفورد.
كتب جيلبرت سلايتر عن نظرية جماعة أخرى في «السبعة شكسبير» في 1931 والذي قال ان الأعمال كتبها 7 مؤلفون وهم فرانسيس بيكون وإدوارد دى فير ووالتر رالى وويليام ستانلى الإيرل السادس لديربى ومارى سيدنى سيدة بيمبروك وروجر مانرز الإيرل الخامس لراتلاند وكريستوفر مارلو. اقترح دى فير وبيكون ومانرز وهيربرت وسيدنى كونهم أعضاء في مجموعة تسمى بنقابة اوكسفورد في أوائل ستينات القرن التاسع عشر. اقترح أيضاً الكتاب المسرحيون مثل مارلو وروبرت جرين وتوماس ناش كونهم مشاركون. تتضمن بعض التنويعات للمجموعة ويليام شكسبير كمدير أو سمسار أو واجهة.

### السيد فرانسيس بيكون

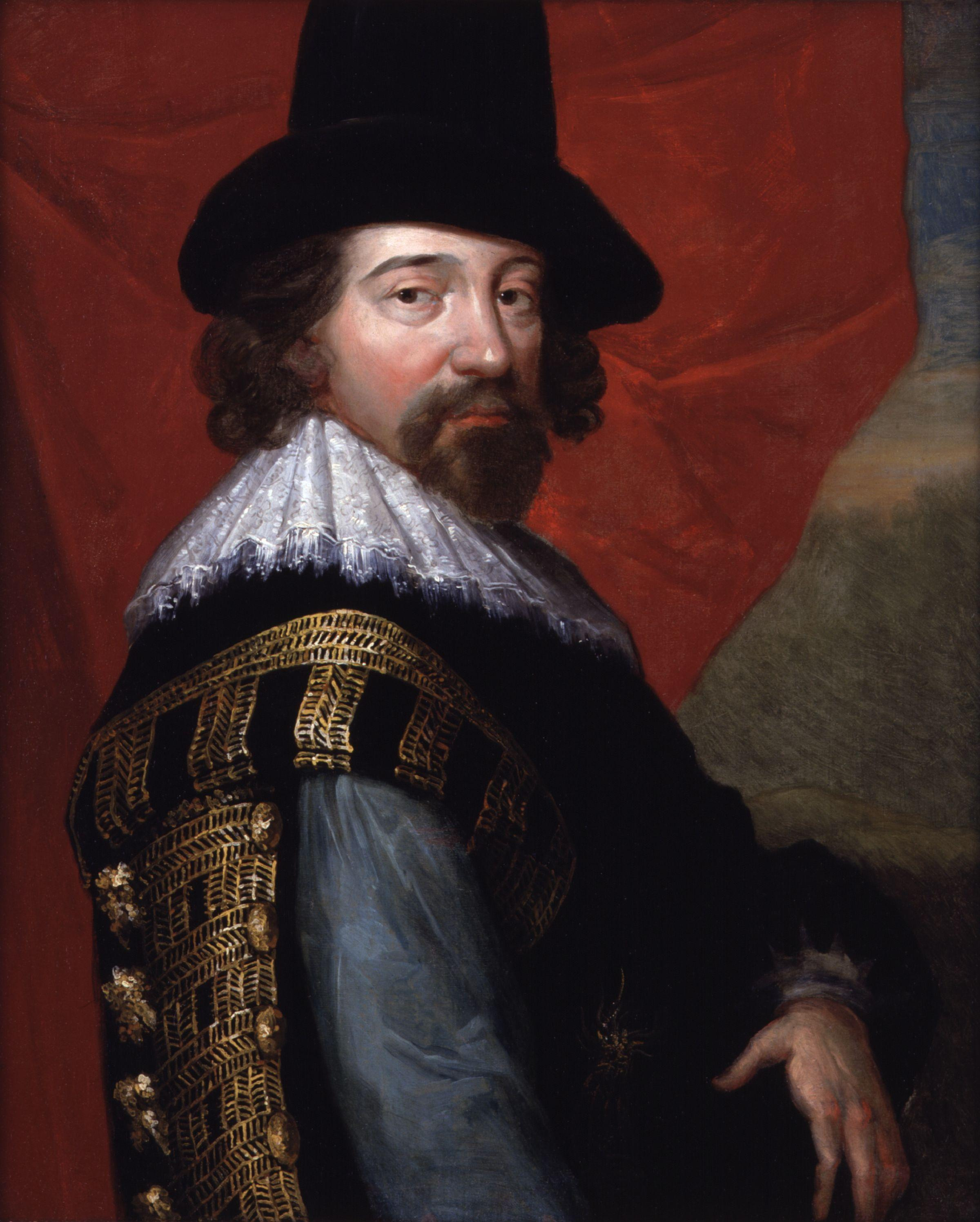
السيد فرانسيس بيكون (1561–1626)

كان الفيلسوف والمحامى والعالم وأحد من المفكرون العظماء في العصر الجاكوبى السيد فرانسيس بيكون المرشح الأول في القرن التاسع عشر. يعتمد ترشيح بيكون على تحريرات تاريخية وأدبية وإفشاءات مشفرة مزعومة.
كان ويليام هنرى سميث أول من اقترح بيكون كصاحب الأعمال في 1856. لقد قارن فقرات لبيكون وشكسبير من مسرحيتى كما تحبها وهنرى الخامس. قالت ديليا بيكون بعدها بمدة قصيرة أنه توجد معانى سياسية مخفية في المسرحيات وتشابهات بين هذه الأفكار وأعمال بيكون المشهورة. لقد اقترحته كقائد لمجموعة من السياسيون المتفلسفون المتمردون الذين حاولوا نشر أفكار جمهورية لتقاوم استبداد حكومات تيودور-ستيوارت من خلال المسرح العام. وجد مؤيدوا بيكون لاحقاً تشابهات بين عبارات محددة كثيرة وحكم من المسرحيات وبين كتاب بيكون «البروموس». حررت زوجة هنرى بوت كتاب بيكون في 1883 ووجدت 4400 تطابق في الفكر والتعبير بين شكسبير وبيكون.
ذكر بيكون الشعراء المخفيون في خطاب لجون ديفيس وقال مؤيدوه أن هذه إشارة لنفسه. يجادل مؤيدى بيكون أنه برغم تحديده لفلسفة أخلاقية وعلمية في كتاب «تقدم العلم» في 1605 نشر الجزء الأول فقط خلال فترة حياته تحت اسمه وأن الفلسفة الأخلاقية والتي تتضمن نظام حكم سياسى فلسفى ثورى تم اخفاءها في مسرحيات شكسبير نظراً لتهديدها للحكومة الملكية.
يقترح مؤيدى بيكون أن العدد الكبير للتلميحات القانونية في أعمال شكسبير تدل على خبرة الكاتب في القانون. أصبح بيكون مستشار الملكة في 1596 وعين مدعى عام في 1613. دفع أيضاً بيكون وساعد في كتابة خطابات لعدد من الحفلات برغم عدم معرفه كمؤلف لمسرحية وتتبع قصديته الوحيدة اسلوب ستيرنهولد وهوبكينس.
شك مؤيدو بيكون أنه قد ترك توقيعه مخفياً في أعمال شكسبير حيث أنه كان خبير في الشيفرات. زعم الكثير من مؤيديه في نهاية القرن التاسع عشر وبداية العشرين اكتشافهم لشيفرات في الأعمال مدعمة لبيكون كالكاتب الحقيقى. زعمت السيدة س. ف. اشود ويندل في 1881 اكتشافها جلجلات متقنة في كل مسرحية تدل على أصالة بيكون. تسبب هذا في هوس بالشيفرات وتم التعرف على الكتابة المشفرة في الأعمال من قبل ايجناتيوس دونيلى، واورفيل وارد اوين وإليزابيث ويلز غالوب، والدكتوب اسحق هال بلات. ترجم بلات كلمة لاتينية في مسرحية ضياع عمل الحب لتقول «حفظت هذه المسرحيات نتاج ف. بيكون للعالم».

### إدوارد دى فير، الإيرل السابع عشر لاوكسفورد

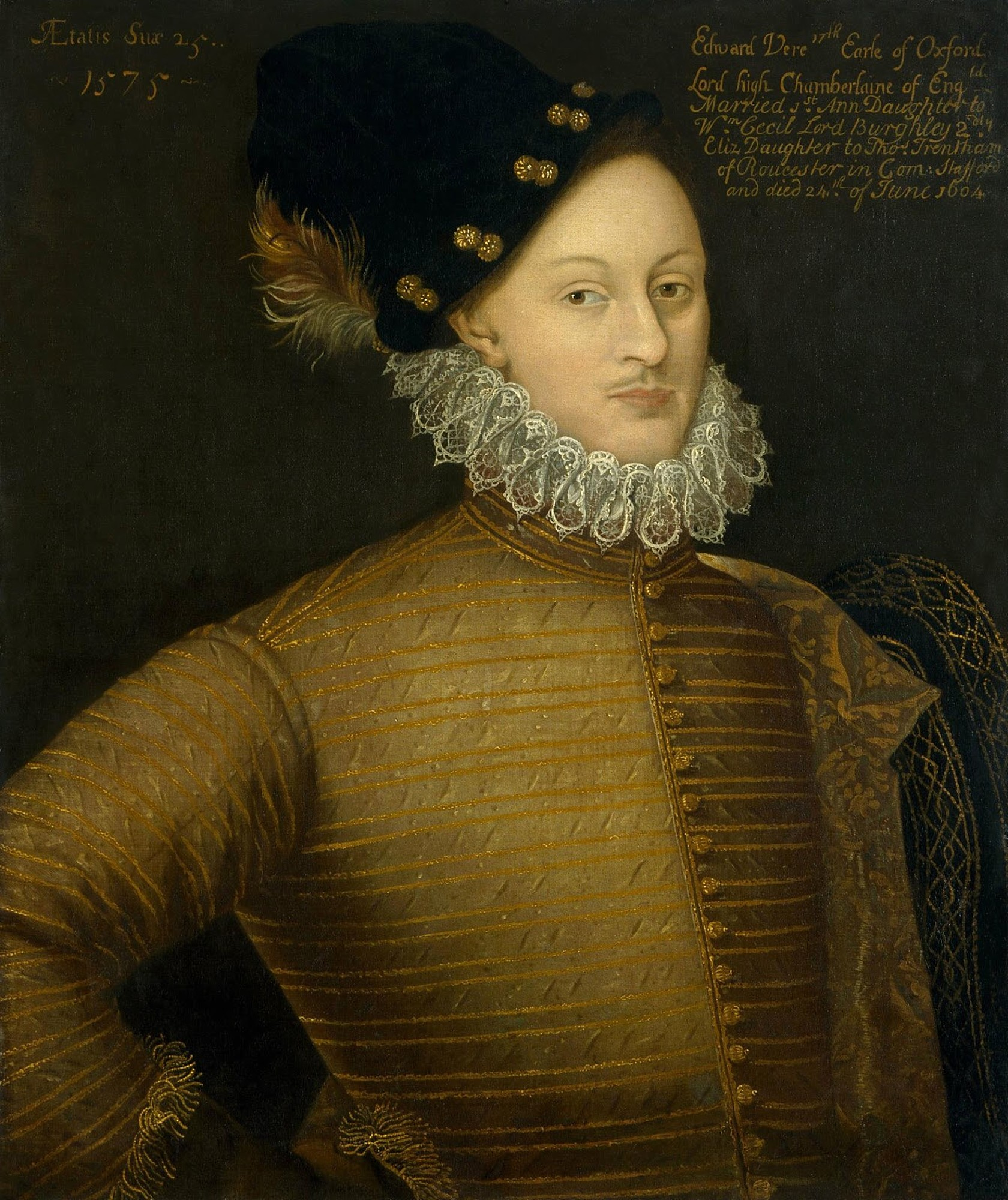
إدوارد دى فير، الإيرل السابع عشر لاوكسفورد (1550–1604)

كان إدوارد دى فير، الإيرل السابع عشر لاوكسفورد والنبيل تشامبرلين العظيم لانجلترا المرشحون الرئيسون للأعمال منذ أوائل عشرينيات القرن التاسع عشر. تبع اوكسفورد والده وجده في رعاية شركات الممثلين وناصر في وقت ما شركة للموسيقين واخرى للبهلونات. كان اوكسفورد شاعر متودد مهم، ومدحه جورج بوتينهام وفرانسيس ميريس كشاعر وكاتب مسرحى وضمنوه في لائحة أفضل كاتبى الكوميديا. نجت أمثلة من قصائده ولكن لم تنجوا أي مسرحيات. لوحظ اوكسفورد لمناصرته الأدبية والمسرحية. كرس 33 عمل بين 1564 و1599 له ومنهم أعمال لارثر جولدنج وجون ليلى وروبرت جرين وانثونى مانداى. اشترى في 1583 عقد إيجار أول مسرح بلاكفرايرز وأعطاه للشاعر والكاتب المسرحى ليلى والذي أداره لفصل تحت مناصرة اوكسفورد.
يؤمن مؤيدو اوكسفورد باشارات أدبية محددة تشير أن اوكسفورد كان من أشهر الكتاب المجهولة والتي تستخدم أسماء مستعارة في هذا الوقت. يذكروا أيضاً علاقته بمسرح لندن والكتاب المعاصرين وعلاقات عائلته والتي تتضمن أنصار الفرست فوليو لشكسبير وعلاقاته بالملكة إليزابيث وإيرل ساوثهامبتون نصير شكسبير ومعرفته بحياة القصر ومعلميه الخصوصين وتعليمه ومستوياته المتنوعة خلال أماكن مسرحيات شكسبير في فرنسا وإيطاليا. تعتمد أصالة اوكسفورد على تشابهات بين سيرته الذاتية ومواقف من مسرحيات وقصائد شكسبير واكتشاف فقرات عديدة في إنجيل اوكسفورد والتي تظهر في بعض مسرحيات شكسبير.
كان المدرس الانجليزى ج. توماس لونى أول من يضع قضية شاملة لأصالة اوكسفورد مطابقاً مواصفات في الشخصية في أعمال شكسبير وخاصة مسرحيت هامليت والتي رسمت الكاتب كشاعر ارستقراطى فريد من نوعه بتعليم كلاسيكى وسافر كثيراً لايطاليا. لقد وجد تشابهات كثيرة في قصائد شكسبير واوكسفورد في استخدام العبارت والحوافز والموضوعات والأدوات البلاغية مما جعله يطابق اوكسفورد كصاحب الأعمال. أصبح اوكسفورد أشهر مرشح بديل بدل من بيكون بعد نشر كتاب لونى «مطابقة شكسبير» في 1920.
ينسب استخدام اوكسفورد المزعوم لاسم «شكسبير» لظاهرة في النشر أن لا يجب على الكتاب الارستقراطيون أخذ الفضل للكتابة للمسرح العام. توجد أيضاً نظرية سياسية هامة تسمى «نظرية البرنس تيودور» والتي تزعم أن اوكسفورد في سن الشباب كان حبيب الملكلة إليزابيث وخصص اوكسفورد الأعمال فينوس وأدونيس واختصاب لوكريس والقصائد ذات الأربعة عشر بيت لابنهم، برنس تيودور الشرعى لانجلترا هنرى ريثيسلى والذي تربى كاللإيرل الثالث لساوثهامبتون.
يقول مؤيدو اوكسفورد أن التفان للقصائد المنشورة في 1609 يدل على وفاة مؤلفهم قبل شنرهم وأن العام 1604 عام وفاة اوكسفورد هو وقت توقف نشر مسرحيات شكسبير المصححة. بناء على هذا يؤرخ مؤيدو اوكسفورد أغلب المسرحيات أقدم من تاريخهم الأصلى ويقولوا أن المسرحيات التي تظهر دليل على التعاون في كتابتها ومراجعاتها لم يكملها اوكسفورد بل كتاب اخرون بعد مماته.

### كريستوفر مارلو

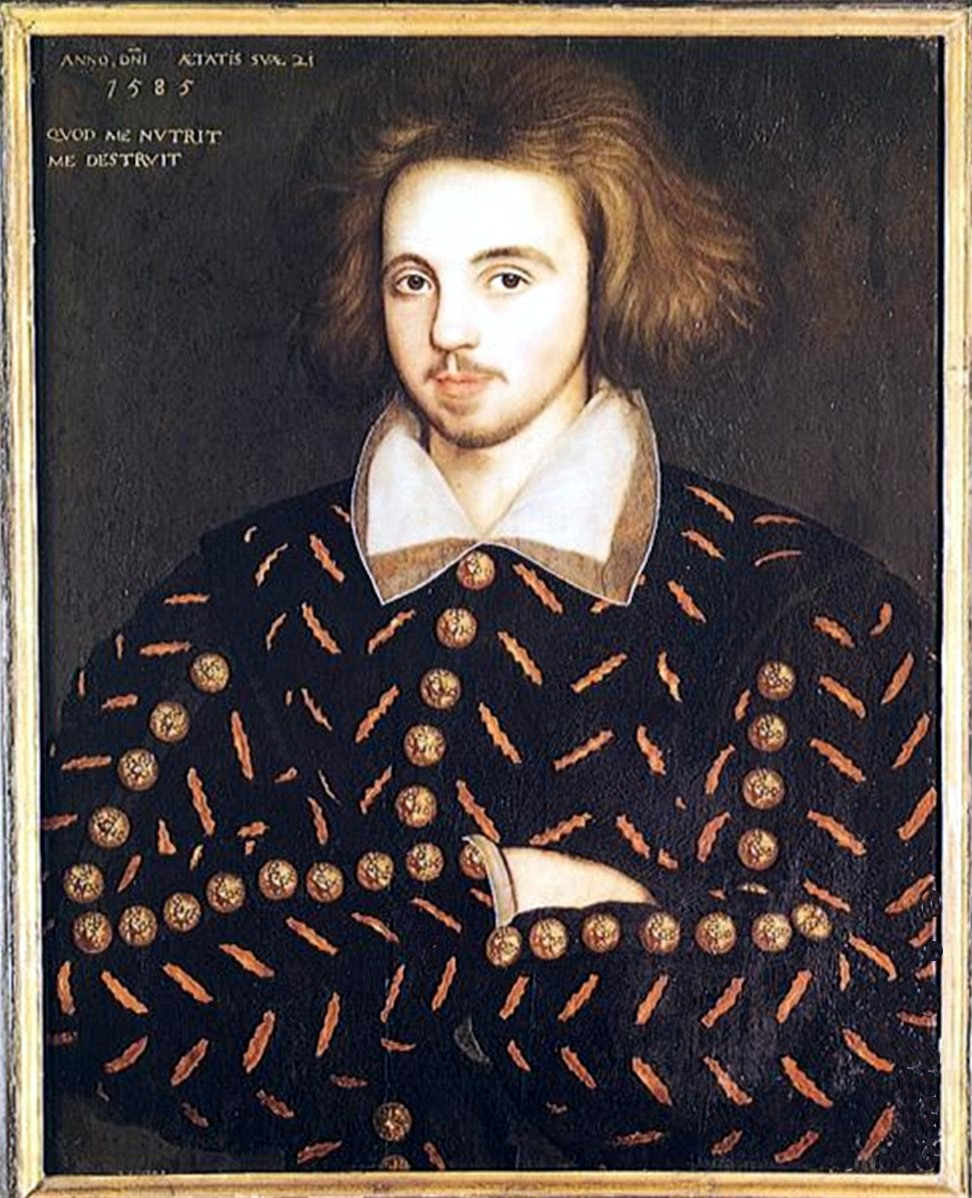
كريستوفر مارلو (1564–1593)

ولد الشاعر والكاتب المسرحى كريستوفر مارلو في نفس المستوى الاجتماعى لشكسبير وكان والده إسكاف مثلما كان والد شكسبير صانع قفازات. كان مارلو أكبر بشهرين ولكن قضى 6 أعوام ونصف في جامعة كامبريدج. راد مارلو في استخدام الشعر المرسل في مسرحيات العصر الإليزابيثى ويعترف بتأثير أعماله الواضح والكبير في أعمال شكسبير. مثلت كل مسرحياته السبعة قبل 1593 لأول مرة ما عدا واحدة أو اثنان.
تقول نظرية مارلو أن وفاة مارلو المقيدة في 30 مايو 1593 كانت مزورة. كان المفترض أن يرتب توماس والشينجهام وآخرون للموت المزيف للسماح لمارلو بالهروب من المحاكمة والإعدام الحتمى بتهمة الإلحاد المدمر. تجادل النظرية بعد ذلك أنه تم اختيار شكسبير ليكون الواجهة التي سيستكمل مارلو كتابة مسرحياته الناجحة من خلالها. بنيت هذه النظرية على استنتاجات من موته المفاجئ والتشابهات بين أعمال شكسبير ومارلو ومعانى مخفية وجدت في الأعمال.
يقول مؤيدو مارلو أنه برغم كون سن مارلو وشكسبير متشابه تقريباً إلا أن أول عمل منسوب لويليام شكسبير «فينوس وأدونيس» كان معروض للبيع 13 يوم بعد وفاة مارلو المزعومة، وقد كان مسجل مع مجموعة بائعو القرطاسية في 18 أبريل 1593 بدون مؤلف. جمعت أيضاً لوائح للمراسلات الشفهية بين أعمال شكسبير ومارلو.
اقترح ترشيح مارلو مبدئياً في 1884 كعضو في مجموعة من المؤلفين وقدم لأول مرة كالمؤلف الأصلى في 1895. أحيا كالفين هوفمان ترشيحه في 1955 ويعتبر الآن أقرب منافس لاوكسفورد.

### ويليام ستانلى، الإيرل السادس لديربى

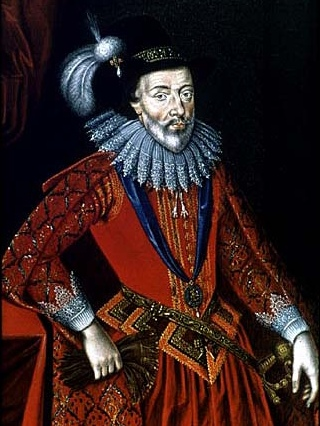
ويليام ستانلى، الإيرل السادس لديربى (1561–1642)

اقترح ويليام ستانلى، الإيرل السادس لديربى لأول مرة كمرشح في 1891 من قبل جيمس جرينستريت ودعمته لاحقاً ابيل ليفرانك وآخرون. اكتشف جرينستريت أن الجاسوس جورج فينر بلغ غى 1599 أن ديربى مشغول بكتابة أعمال للاعبين العامة. سجل ديربى في نفس العام لتمويله شركة التمثيل أولاد بول وكان أيضاً لديه شركته الخاصة الملقبة برجال ديربى والتي ظهرت أكثر من مرة في القصر في 1600 و1601. ولد ديربى قبل شكسبير بثلاث أعوام ومات في 1642 وهكذا تناسب فترة حياته تاريخ الأعمال المتفق عليه. عرف ديربى بالإمضاء باستخدام «ويل» وحروف اسمه الأولية هي و. س. مما أهله لكتابة قصائد «ويل» الموراة.
سافر ديربى إلى أوربا في في 1582 وزار فرنسا ومملكة نافارا. تدور أحداث مسرحية عمل الحب ضاع في نافارا وقد تكون مبنية على أحداث هناك بين 1578 و1584. تزوج ديربى إليزابيث دى فير حفيدة ويليام سيسيل من ابنته، والتي يعتقد بعض النقاد أن شخصية بولونيوس في هامليت مبنية عليه. رافق ديربى ويليام هيربرت الإيرل الثالث لبيمبروك وأخوه فيليل هيربرت إيرل مونتجمرى ولاحقاً الإيرل الرابع لبيمبروك الذي كرس لهم شكسبير الفرست فوليو. عندما تخلى ديربى عن أملاكه لابنه جيمس في 1628-1629 جعل بيمبروك ومونتجمرى وصاة. كون أخو ديربى الأكبر فيرديناندو ستانلى الإيرل الخامس لديربى مجموعة من الممثلين سميت رجال السيد سترينج والتي انضم بعض من ممثليها لاحقاً لرجال الملك وهي واحدة من الشركات التي تعاونت بصورة كبيرة مع شكسبير.

### تعقيبة
1. ↑  تختلف طبعة المملكة المتحدة عن طبعةالولايات المتحدة من كتاب  Shapiro 2010 اختلافاً كبيراً في طريقة ترقيم الصفحات في هذه النسخة حيث تأتى ارقام نسخة المملكة المتحدة تليها أرقام الصفحات من طبعة الولايات المتحدة بين قوسين.
2. ↑  The low figure is that of Manfred Scheler. The upper figure, from Marvin Spevack, is true only if all word forms (cat and cats counted as two different words, for example), compound words, emendations, variants, proper names, foreign words, onomatopoeic words, and deliberate malapropisms are included.

### الاستشهادات
1. ↑  Prescott 2010، صفحة 273: Anti-Stratfordian' is the collective name for the belief that someone other than the man from Stratford wrote the plays commonly attributed to him."; McMichael & Glenn 1962، صفحة 56.
2. ↑  Shapiro 2010، صفحات 2–3 (3–4).
3. ↑  Kathman 2003، صفحة 621: "...antiStratfordism has remained a fringe belief system"; Schoenbaum 1991، صفحة 450; Paster 1999، صفحة 38: "To ask me about the authorship question ... is like asking a palaeontologist to debate a creationist's account of the fossil record."; Nelson 2004، صفحات 149–51: "I do not know of a single professor of the 1,300-member Shakespeare Association of America who questions the identity of Shakespeare ... antagonism to the authorship debate from within the profession is so great that it would be as difficult for a professed Oxfordian to be hired in the first place, much less gain tenure..."; Carroll 2004، صفحات 278–9: "I have never met anyone in an academic position like mine, in the Establishment, who entertained the slightest doubt as to Shakespeare's authorship of the general body of plays attributed to him."; Pendleton 1994، صفحة 21: "Shakespeareans sometimes take the position that to even engage the Oxfordian hypothesis is to give it a countenance it does not warrant."; Sutherland & Watts 2000، صفحة 7: "There is, it should be noted, no academic Shakespearian of any standing who goes along with the Oxfordian theory."; Gibson 2005، صفحة 30: "...most of the great Shakespearean scholars are to be found in the Stratfordian camp..."
4. 1 2  Bate 1998، صفحة 73; Hastings 1959، صفحة 486; Wadsworth 1958، صفحات 8–16; McCrea 2005، صفحة 13; Kathman 2003، صفحة 622.
5. ↑  Taylor 1989، صفحة 167: By 1840, admiration for Shakespeare throughout Europe had become such that Thomas Carlyle "could say without hyperbole" that Shakspeare is the chief of all Poets hitherto; the greatest intellect who, in our recorded world, has left record of himself in the way of literature.
6. 1 2  Shapiro 2010، صفحات 87–8 (77–8).
7. ↑  Bate 2002، صفحة 106.
8. ↑  Shapiro 2010، صفحة 317 (281).
9. 1 2 3  Gross 2010، صفحة 39.
10. ↑  Shapiro 2010، صفحات 2–3 (4); McCrea 2005، صفحة 13.
11. ↑  Dobson 2001، صفحة 31: "These two notions—that the Shakespeare canon represented the highest achievement of human culture, while William Shakespeare was a completely uneducated rustic—combined to persuade Delia Bacon and her successors that the Folio's title page and preliminaries could only be part of a fabulously elaborate charade orchestrated by some more elevated personage, and they accordingly misread the distinctive literary traces of Shakespeare's solid Elizabethan grammar-school education visible throughout the volume as evidence that the 'real' author had attended Oxford or Cambridge."
12. ↑  Bate 1998، صفحة 90: "Their [Oxfordians'] favorite code is the hidden personal allusion ... But this method is in essence no different from the cryptogram, since Shakespeare's range of characters and plots, both familial and political, is so vast that it would be possible to find in the plays 'self-portraits' of, once more, anybody one cares to think of."; Love 2002، صفحات 87, 200: "It has more than once been claimed that the combination of 'biographical-fit' and cryptographical arguments could be used to establish a case for almost any individual ... The very fact that their application has produced so many rival claimants demonstrates their unreliability." Shapiro 2010، صفحات 304–13 (268–77); Schoone-Jongen 2008، صفحة 5: "in voicing dissatisfaction over the apparent lack of continuity between the certain facts of Shakespeare's life and the spirit of his literary output, anti-Stratfordians adopt the very Modernist assumption that an author's work must reflect his or her life. Neither Shakespeare nor his fellow Elizabethan writers operated under this assumption."; Smith 2008، صفحة 629: "...deriving an idea of an author from his or her works is always problematic, particularly in a multi-vocal genre like drama, since it crucially underestimates the heterogeneous influences and imaginative reaches of creative writing."
13. ↑  Wadsworth 1958، صفحات 163–4: "The reasons we have for believing that William Shakespeare of Stratford-on-Avon wrote the plays and poems are the same as the reasons we have for believing any other historical event ... the historical evidence says that William Shakespeare wrote the plays and poems."; McCrea 2005، صفحات xii–xiii, 10; Nelson 2004، صفحة 162: "Apart from the First Folio, the documentary evidence for William Shakespeare is the same as we get for other writers of the period..."
14. ↑  Love 2002، صفحات 198–202, 303–7: "The problem that confronts all such attempts is that they have to dispose of the many testimonies from Will the player's own time that he was regarded as the author of the plays and the absence of any clear contravening public claims of the same nature for any of the other favoured candidates."; Bate 1998، صفحات 68–73.
15. ↑  Bate 1998، صفحة 73: "No one in Shakespeare's lifetime or the first two hundred years after his death expressed the slightest doubt about his authorship."; Hastings 1959، صفحات 486–8: "...no suspicions regarding Shakespeare's authorship (except for a few mainly humorous comments) were expressed until the middle of the nineteenth century".
16. ↑  Dobson 2001، صفحة 31; Greenblatt 2005: "The idea that William Shakespeare's authorship of his plays and poems is a matter of conjecture and the idea that the 'authorship controversy' be taught in the classroom are the exact equivalent of current arguments that 'intelligent design' be taught alongside evolution. In both cases an overwhelming scholarly consensus, based on a serious assessment of hard evidence, is challenged by passionately held fantasies whose adherents demand equal time."
17. ↑  Price 2001، صفحة 9: "Nevertheless, the skeptics who question Shakespeare’s authorship are relatively few in number, and they do not speak for the majority of academic and literary professionals."
18. 1 2  Nicholl 2010، صفحة 3.
19. ↑  Nicholl 2010، صفحة 3; Shapiro 2010، صفحة 2 (4).
20. ↑  Shapiro 2010، صفحات 246–9 (216–9); Niederkorn 2005.
21. ↑  Prescott 2010، صفحة 273; Baldick 2008، صفحات 17–18; Bate 1998، صفحات 68–70; Wadsworth 1958، صفحات 2, 6–7.
22. ↑  Matus 1994، صفحة 15 note.
23. ↑  Wells 2003، صفحة 388;Dobson 2001، صفحة 31: "Most observers, however, have been more impressed by the anti-Stratfordians’ dogged immunity to documentary evidence"; Shipley 1943، صفحة 38: "the challenger would still need to produce evidence in favour of another author. There is no such evidence."; Harvnb|Love|2002|p=198: "...those who believe that other authors were responsible for the canon as a whole ... have been forced to invoke elaborate conspiracy theories." Harvnb|Wadsworth|1958|p=6: "Paradoxically, the skeptics invariably substitute for the easily explained lack of evidence concerning William Shakespeare, the more troublesome picture of a vast conspiracy of silence about the 'real author', with a total lack of historical evidence for the existence of this 'real author' explained on the grounds of a secret pact"; Shapiro 2010، صفحة 255 (225): "Some suppose that only Shakespeare and the real author were in the know. At the other extreme are those who believe that it was an open secret".
24. ↑  Bate 2002، صفحات 104–5; Schoenbaum 1991، صفحات 390, 392.
25. ↑  Callaghan 2013، صفحة 11: "It is a 'fact' that the survival rate for early modern documents is low and that Shakespeare lived in a world prior to the systematic, all-inclusive collection of data that provides the foundation of modern bureaucracy."
26. ↑  Shipley 1943، صفحات 37–8; Bethell 1991، صفحات 48, 50; Schoone-Jongen 2008، صفحة 5; Smith 2008، صفحة 622: "Fuelled by scepticism that the plays could have been written by a working man from a provincial town with no record of university education, foreign travel, legal studies or court preferment, the controversialists proposed instead a sequence of mainly aristocratic alternative authors whose philosophically or politically occult meanings, along with their own true identity, had to be hidden in codes, cryptograms and runic obscurity."
27. ↑  Nelson 2004، صفحة 149: "The Shakespeare authorship debate is a classic instance of a controversy that draws its very breath from a fundamental disagreement over the nature of admissible evidence."; McCrea 2005، صفحات 165, 217–8; Shapiro 2010، صفحات 8, 48, 112–3, 235, 298 (8, 44, 100, 207, 264).
28. ↑  Schoenbaum 1991، صفحات 405, 411, 437; Love 2002، صفحات 203–7.
29. ↑  Shapiro 2010، صفحات 253–95 (223–59); Love 2002، صفحة 198.
30. ↑  Wadsworth 1958، صفحات 163–4; McCrea 2005، صفحات xii–xiii, 10; Nelson 2004، صفحة 149.
31. ↑  Crinkley 1985، صفحة 517.
32. ↑  Matus 1994، صفحة 47: "...on the mysterious disappearance of the accounts of the highest immediate authority over theatre in Shakespeare's age, the Lord Chamberlains of the Household. Ogburn imagines that these records, like those of the Stratford grammar school, might have been deliberately eradicated 'because they would have showed how little consequential a figure Shakspere cut in the company.
33. ↑  Matus 1994، صفحة 32: "Ogburn gives voice to his suspicion that the school records disappeared because they would have revealed William's name did not appear among those who attended it."
34. ↑  Schoenbaum 1991، صفحة 6; Wells 2003، صفحة 28; Kathman 2003، صفحة 625; Shapiro 2010، صفحات 116–7 (103); Bevington 2005، صفحة 9.
35. ↑  Wells 2001، صفحة 122.
36. ↑  Schoenbaum 1987، صفحة 295.
37. ↑  Price 2001، صفحات 213–7, 262; Crinkley 1985، صفحة 517: "It is characteristic of anti-Stratfordian books that they make a list of what Shakespeare must have been—a courtier, a lawyer, a traveler in Italy, a classicist, a falconer, whatever. Then a candidate is selected who fits the list. Not surprisingly, different lists find different candidates."
38. ↑  Bethell 1991، صفحة 56.
39. ↑  Baldwin 1944، صفحة 464.
40. ↑  Baldwin 1944، صفحات 164–84; Cressy 1975، صفحات 28–9; Thompson 1958، صفحة 24; Quennell 1963، صفحة 18.
41. ↑  Honan 2000، صفحات 49–51; Halliday 1962، صفحات 41–9; Rowse 1963، صفحات 36–44.
42. ↑  Bethell 1991، صفحة 48.
43. ↑  Nevalainen 1999، صفحة 336.
44. ↑  Dawson & Kennedy-Skipton 1966، صفحة 9.
45. ↑  Nelson 2004، صفحة 164: "...most anti-Stratfordians claim that he was not even literate. They present his six surviving signatures as proof."
46. ↑  Kathman (1).
47. ↑  Barrell 1940، صفحة 6: "The main contention of these anti-Stratfordians is that 'William Shakespeare' was a pen-name, like 'Molière,' 'George Eliot,' and 'Mark Twain,' which in this case cloaked the creative activities of a master scholar in high circles".
48. ↑  Matus 1994، صفحة 28.
49. ↑  Shapiro 2010، صفحة 255 (225).
50. ↑  Price 2001، صفحات 59–62.
51. ↑  Saunders 1951، صفحات 139–64; May 1980، صفحة 11; May 2007، صفحة 61.
52. ↑  Smith 2008، صفحة 621: "The plays have to be pseudonymous because they are too dangerous, in a climate of censorship and monarchical control, to be published openly."
53. ↑  Schoenbaum 1991، صفحات 393, 446.
54. ↑  Matus 1994، صفحة 26.
55. ↑  Shapiro 2010، صفحات 116–7 (103–4).
56. ↑  McCrea 2005، صفحات 21, 170–1, 217.
57. ↑  Price 2001، صفحات 146–8.
58. ↑  Matus 1994، صفحات 166, 266–7، cites James Lardner, "Onward and Upward with the Arts: the Authorship Question", The New Yorker, 11 April 1988, p. 103: "No obituaries marked his death in 1616, no public mourning. No note whatsoever was taken of the passing of the man who, if the attribution is correct, would have been the greatest playwright and poet in the history of the English language."
59. ↑  Bate 1998، صفحة 63; Price 2001، صفحة 145.
60. ↑  Price 2001، صفحة 157; Matus 1991، صفحة 201.
61. ↑  Spielmann 1924، صفحات 23–4.
62. ↑  Vickers 2006، صفحة 17.
63. ↑  Bate 1998، صفحة 20.
64. 1 2  Montague 1963، صفحات 123–4.
65. ↑  Matus 1994، صفحات 265–6; Lang 2008، صفحات 29–30.
66. ↑  Wadsworth 1958، صفحات 163–4; Murphy 1964، صفحة 4: "For the evidence that William Shakespeare of Stratford-on-Avon (1564–1616) wrote the works attributed to him is not only abundant but conclusive. It is of the kind, as Sir Edmund Chambers puts it, 'which is ordinarily accepted as determining the authorship of early literature.Nelson 2004، صفحة 149: "Even the most partisan anti-Stratfordian or Oxfordian agrees that documentary evidence taken on its face value supports the case for William Shakespeare of Stratford-upon-Avon ... as author of the poems and plays"; McCrea 2005، صفحات xii–xiii, 10،
67. ↑  Shipley 1943، صفحات 37–8،
68. ↑  Dawson 1953، صفحة 165: "...in my opinion it is the basic unsoundness of method in this and other works of similar subject matter that explains how sincere and intelligent men arrive at such wild conclusions"; Love 2002، صفحة 200; McCrea 2005، صفحة 14; Gibson 2005، صفحة 10.
69. ↑  Shapiro 2010، صفحة 305 (270); Bate 1998، صفحات 36–7; Wadsworth 1958، صفحات 2–3; Schoone-Jongen 2008، صفحة 5.
70. ↑  Bate 1963، صفحات 259–60; Morita 1980، صفحات 22–3.
71. ↑  Martin 1965، صفحة 131.
72. ↑  Murphy 1964، صفحة 5.
73. ↑  McCrea 2005، صفحات 3–7.
74. ↑  Martin 1965، صفحة 135.
75. ↑  Montague 1963، صفحات 93–4; Loomis 2002، صفحة 83.
76. ↑  Loomis 2002، صفحة 85; Montague 1963، صفحات 93–4.
77. ↑  Montague 1963، صفحات 71, 75.
78. ↑  Montague 1963، صفحة 71; Loomis 2002، صفحة 104.
79. ↑  Montague 1963، صفحة 71; Loomis 2002، صفحة 174.
80. ↑  Loomis 2002، صفحة 183.
81. ↑  Loomis 2002، صفحة 209.
82. ↑  Montague 1963، صفحة 98; Loomis 2002، صفحة 233.
83. ↑  Loomis 2002، صفحة 238.
84. ↑  Montague 1963، صفحات 77–8.
85. ↑  Nelson 2004، صفحة 155: "Throughout the First Folio, the author is called 'Mr.' or 'Maister,' a title exactly appropriate to the social rank of William Shakespeare."
86. ↑  Eccles 1933، صفحات 459–60
87. ↑  Shapiro 2010، صفحات 254–5 (224–5); Nelson 1998، صفحات 79–82.
88. ↑  Schoenbaum 1987، صفحة 231.
89. ↑  Schoenbaum 1987، صفحات 227–8.
90. ↑  Schoenbaum 1987، صفحات 231–2; Matus 1994، صفحة 60.
91. ↑  Schoenbaum 1987، صفحة 232.
92. ↑  Pendleton 1994، صفحة 29: "...since he had, as Clarenceux King, responded less than three years earlier to Brooke's attack on the grant of arms to the father of 'Shakespeare ye Player' ... Camden thus was aware that the last name on his list was that of William Shakespeare of Stratford. The Camden reference, therefore, is exactly what the Oxfordians insist does not exist: an identification by a knowledgeable and universally respected contemporary that 'the Stratford man' was a writer of sufficient distinction to be ranked with (if after) Sidney, Spenser, Daniel, Holland, Jonson, Campion, Drayton, Chapman, and Marston. And the identification even fulfils the eccentric Oxfordian ground-rule that it be earlier than 1616."
93. ↑  McCrea 2005، صفحات 17–9.
94. ↑  Shapiro 2010، صفحات 272–3 (239–40).
95. ↑  McCrea 2005، صفحات 7, 8, 11, 32; Shapiro 2010، صفحات 268–9 (236–7).
96. ↑  McCrea 2005، صفحة 191; Montague 1963، صفحة 97.
97. ↑  Shapiro 2010، صفحة 271 (238); Chambers 1930، صفحات 218–9.
98. ↑  Shapiro 2010، صفحة 270 (238).
99. ↑  Shapiro 2010، صفحة 271 (238–9); Chambers 1930، صفحة 224; Nicholl 2008، صفحة 80.
100. ↑  Kathman (3); McMichael & Glenn 1962، صفحة 41.
101. ↑  Price 1997، صفحات 168, 173: "While Hollar conveyed the general impressions suggested by Dugdale's sketch, few of the details were transmitted with accuracy. Indeed, Dugdale's sketch gave Hollar few details to work with ... As with other sketches in his collection, Dugdale made no attempt to draw a facial likeness, but appears to have sketched one of his standard faces to depict a man with facial hair. Consequently, Hollar invented the facial features for Shakespeare. The conclusion is obvious: in the absence of an accurate and detailed model, Hollar freely improvised his image of Shakespeare's monument. That improvisation is what disqualifies the engraving's value as authoritative evidence."
102. ↑  Kathman (2).
103. ↑  Kathman (4).
104. ↑  Matus 1994، صفحات 121, 220.
105. ↑  Bate 1998، صفحة 72.
106. ↑  McCrea 2005، صفحة 9; Bate 2002، صفحات 111–2.
107. ↑  Eaglestone 2009، صفحة 63; Gelderen 2006، صفحة 178.
108. ↑  McCrea 2005، صفحات 105–6, 115, 119–24; Bate 2002، صفحات 109–10.
109. ↑  McCrea 2005، صفحات 64, 171; Bate 1998، صفحة 70.
110. ↑  Lang 2008، صفحات 36–7.
111. ↑  Willinsky 1994، صفحة 75.
112. ↑  Velz 2000، صفحة 188.
113. ↑  Johnson 1969، صفحة 78.
114. ↑  Love 2001، صفحة 81:"As has often been pointed out, if Shakespeare had read all the books claimed to have influenced him, he would never have had time to write a word of his own. He probably picked up many of his ideas from conversation. If he needed legal knowledge it was easier to extract this from Inns-of-Court drinkers in the Devil Tavern than to search volumes of precedents."
115. ↑  Craig 2011، صفحات 58–60.
116. ↑  McCrea 2005، صفحات 62–72.
117. ↑  The Shakespeare Clinic 2010
118. ↑  Elliott & Valenza 2004، صفحة 331.
119. ↑  Shapiro 2010، صفحة 288 (253).
120. ↑  Shapiro 2010، صفحات 283–6 (249–51).
121. ↑  Simonton 2004، صفحة 203.
122. ↑  Simonton 2004، صفحة 210: "If the Earl of Oxford wrote these plays, then he not only displayed minimal stylistic development over the course of his career (Elliot & Valenza, 2000), but he also wrote in monastic isolation from the key events of his day."
123. ↑  Simonton 2004، صفحة 210, note 4: "For the record, I find the traditional attribution to William Shakespeare of Stratford highly improbable ... I really would like Edward de Vere to be the author of the plays and poems ... Thus, I had hoped that the current study might strengthen the case on behalf of the Oxfordian attribution. I think that expectation was proven wrong."
124. ↑  Shapiro 2010، صفحات 293–4 (258–9).
125. ↑  Shapiro 2010، صفحة 30 (29).
126. ↑  Shapiro 2010، صفحات 30–3 (29–32).
127. ↑  Finkelpearl 1990، صفحات 4–5.
128. ↑  Friedman & Friedman 1957، صفحات 1–4 quoted in McMichael & Glenn 1962، صفحة 56; Wadsworth 1958، صفحة 10.
129. ↑  Schoenbaum 1991، صفحات 99–110.
130. ↑  Wells 2003، صفحة 329.
131. ↑  Taylor 1989، صفحة 167.
132. ↑  Dobson 2001، صفحة 38.
133. ↑  Wadsworth 1958، صفحة 19: "The Egyptian verdict of the Shakspeare Societies comes to mind; that he was a jovial actor and manager. I can not marry this fact to his verse."
134. ↑  Dobson 2001، صفحة 31
135. ↑  Shapiro 2010، صفحات 83–9 (73–9).
136. ↑  Gross 2010، صفحة 40; Shapiro 2010، صفحات 86–9 (76–9).
137. ↑  Wadsworth 1958، صفحات 21–3, 29.
138. ↑  Churchill 1958، صفحة 38.
139. ↑  Shapiro 2010، صفحات 97–8, 106–9 (87, 95–7).
140. ↑  Shapiro 2010، صفحات 119–20 (105–6).
141. ↑  McCrea 2005، صفحة 13.
142. ↑  Halliday 1957، صفحة 176.
143. ↑  Schoenbaum 1991، صفحة 404
144. ↑  Hackett 2009، صفحة 164
145. ↑  Schoenbaum 1991، صفحة 403.
146. ↑  Wadsworth 1958، صفحات 34–5.
147. ↑  Shapiro 2010، صفحات 113–4 (100–1); Wadsworth 1958، صفحات 34–5.
148. ↑  Schoenbaum 1991، صفحات 391–2.
149. 1 2  Wadsworth 1958، صفحة 57; Schoenbaum 1991، صفحة 412; Hackett 2009، صفحات 154–5.
150. ↑  Wadsworth 1958، صفحات 55–6.
151. ↑  McMichael & Glenn 1962، صفحة 199; Wadsworth 1958، صفحات 74–5; Niederkorn 2004، صفحات 82–5.
152. ↑  Shapiro 2010، صفحات 144–5 (127); Wadsworth 1958، صفحات 63–4.
153. ↑  Shapiro 2010، صفحة 144 (127); Wadsworth 1958، صفحة 64.
154. ↑  Shapiro 2010، صفحات 149–58 (130–9).
155. ↑  Wadsworth 1958، صفحات 80–4.
156. ↑  Schoenbaum 1991، صفحات 422–425
157. ↑  Wadsworth 1958، صفحات 88–9; Garber 1997، صفحة 8.
158. ↑  Wadsworth 1958، صفحة 86.
159. ↑  Schoenbaum 1991، صفحة 446; Zeigler 1895، صفحات v–xi.
160. ↑  Wadsworth 1958، صفحات 106–10.
161. ↑  Campbell 1966، صفحات 730–731.
162. ↑  Robertson 1913; Vickers 2005.
163. ↑  Wall 1956، صفحات 293–294.
164. ↑  Wadsworth 1958، صفحات 101–2.
165. 1 2  May 2004، صفحة 222.
166. ↑  Shapiro 2010، صفحة 218 (192).
167. ↑  Webster 1923، صفحات 81–6; Wadsworth 1958، صفحة 155.
168. ↑  Shapiro 2010، صفحات 11–4, 319–20 (11–3, 284).
169. ↑  Brooks 1943.
170. ↑  Wadsworth 1958، صفحات 135, 139–42.
171. ↑  Shapiro 2010، صفحات 228–9 (200–1).
172. ↑  Shapiro 2010، صفحات 220–1 (194).
173. ↑  Ogburn & Ogburn 1952.
174. 1 2  Wadsworth 1958، صفحة 127
175. ↑  Hackett 2009، صفحة 167.
176. ↑  Shapiro 2010، صفحة 228 (201).
177. ↑  Wadsworth 1958، صفحة 153
178. ↑  Shapiro 2010، صفحة 229 (202).
179. ↑  Quoted in Shapiro 2010، صفحات 228–9 (201).
180. ↑  Shapiro 2010، صفحة 230 (202).
181. ↑  Shapiro 2010، صفحات 230–3 (202–5).
182. ↑  Shapiro 2010، صفحات 232–3 (204–5).
183. ↑  Bethell 1991، صفحة 47; Gibson 2005، صفحات 48, 72, 124; Kathman 2003، صفحة 620; Schoenbaum 1991، صفحات 430–40; Shapiro 2010، صفحات 229–49 (202–19).
184. ↑  harvid|Ross (Oxfordian Myths).
185. ↑  Shapiro 2010، صفحات 242–3 (212–3).
186. ↑  Shapiro 2010، صفحات 234–6 (206–8).
187. ↑  Shapiro 2010، صفحات 236–7 (208–9).
188. ↑  Shapiro 2010، صفحة 238 (209).
189. ↑  Shapiro 2010، صفحة 238 (209–10).
190. ↑  Bethell 1991.
191. ↑  Matus 1991.
192. ↑  Shapiro 2010، صفحات 246–8 (216–8).
193. ↑  Shapiro 2010، صفحات 248–9 (218–9); Hackett 2009، صفحات 171–2.
194. ↑  Niederkorn 2007.
195. ↑  Shapiro 2010، صفحات 4, 42 (5, 39).
196. ↑  Syme 2011
197. ↑  Smith 2011.
198. ↑  Edmondson & Wells 2011
199. ↑  Edmondson 2013، صفحة 229.
200. ↑  Gibson 2005، صفحة 10.
201. ↑  Gibson 1962، صفحات 18–9, 72–6.
202. ↑  Shapiro 2010، صفحات 95.
203. ↑  Hoffman 1960، صفحات vii–ix.
204. ↑  Gibson 1962، صفحات 72–6.
205. ↑  Gibson 1962، صفحات 18–9, 25, 27, 90.
206. ↑  Wadsworth 1958، صفحات 23–4.
207. ↑  Shapiro 2010، صفحات 119–20 (105–6); Halliday 1957، صفحة 175.
208. ↑  Schoenbaum 1991، صفحات 387, 389.
209. ↑  Wadsworth 1958، صفحة 41; Gibson 2005، صفحات 151–71; Halliday 1957، صفحة 177.
210. ↑  Gibson 2005، صفحات 57–63; Wadsworth 1958، صفحة 36.
211. ↑  Halliday 1957، صفحة 174.
212. ↑  Halliday 1957، صفحة 176 note.
213. ↑  Bacon 2002، صفحات 318, 693.
214. ↑  Wadsworth 1958، صفحات 42–50.
215. ↑  Wadsworth 1958، صفحات 53–7.
216. ↑  Wadsworth 1958، صفحات 62–4.
217. ↑  Ruthven 2001، صفحة 102.
218. ↑  Nelson 2003، صفحات 13, 248.
219. ↑  May 1991، صفحات 53–4.
220. ↑  Nelson 2003، صفحات 386–7.
221. ↑  May 1980، صفحات 8–.
222. ↑  Smith 1964، صفحات 151, 155.
223. ↑  Austin, Al, and Judy Woodruff. The Shakespeare Mystery. PBS, Frontline, 1989.
224. ↑  Bethell 1991، صفحات 46, 47, 50, 53, 56, 58, 75, 78.
225. ↑  Shapiro 2010، صفحة 214.
226. ↑  Schoenbaum 1991، صفحات 431–2.
227. ↑  Wadsworth 1958، صفحة 121; McMichael & Glenn 1962، صفحة 159; Shapiro 2010، صفحة 239 (210).
228. ↑  Bethell 1991، صفحة 47.
229. ↑  Bethell 1991، صفحة 61.
230. ↑  Schoenbaum 1991، صفحات 433–4; Shapiro 2010، صفحة 294 (258).
231. ↑  Logan 2007، صفحة 8
232. ↑  Schoenbaum 1991، صفحات 445–6.
233. ↑  Bate 1998، صفحة 132.
234. ↑  Schoenbaum 1987، صفحة 131.
235. ↑  Prince 2000، صفحة xii.
236. ↑  Schoenbaum 1991، صفحات 446–7.
237. ↑  Schoenbaum 1991، صفحة 446.
238. ↑  Shapiro 2010، صفحة 247 (217).
239. ↑  Wadsworth 1958، صفحة 101.
240. ↑  Gibson 2005، صفحات 91–2; Shapiro 2010، صفحة 215 (189).
241. ↑  Schoone-Jongen 2008، صفحات 106, 164.
242. ↑  Shapiro 2010، صفحة 215 (190).
243. ↑  Lefranc 1918–19، صفحات 2, 87–199; Wilson 1969، صفحة 128; Londré 1997، صفحة 327.
244. ↑  McCrea 2005، صفحة 145.
245. ↑  Gibson 2005، صفحة 274.
246. ↑  McCrea 2005، صفحة 144.